# Galben
Galbenul este una dintre culorile din spectrul vizibil ochiului uman, aflată între portocaliu și verde, și clasificată ca o „culoare caldă”. Are o lungime de undă cuprinsă între 570–590 nm.Este o culoare primară în modelul de culori CMYK, folosit în pictură sau imprimare color. În modelul RGB, utilizat pentru a crea culori pe ecranele televizorului și calculatorului, galbenul este o culoare secundară realizată prin combinarea roșului și verdelui la o intensitate egală. Culoarea sa complementară este violetul. Carotenoizii dau culoarea galbenă caracteristică frunzelor de toamnă, porumbului, canarilor, narciselor și lămâilor, precum și gălbenușului de ou, fluturilor și bananelor. Ele absorb energia luminii și protejează plantele de fotolezări. Lumina soarelui are o ușoară nuanță gălbuie atunci când Soarele este aproape de orizont, din cauza împrăștierii atmosferice a lungimilor de undă mai scurte (verde, albastru și violet).
Deoarece era disponibil pe scară largă, pigmentul ocru galben a fost una dintre primele culori utilizate în artă. Peștera Lascaux din Franța are o pictură cu un cal galben veche de 17.000 de ani. Pigmentul ocru și auripigmentul au fost folosite pentru a reprezenta culoarea aurului și a pielii în mormintele egiptene, apoi în picturile murale din vilele romane. În biserica creștină timpurie, galbenul era culoarea asociată Papei și cheile de aur ale Regatului, dar era asociată și cu Iuda Iscariotul și era folosită pentru a marca ereticii. În secolul XX, evreii din Europa ocupată de naziști au fost nevoiți să poarte o stea galbenă. În China, galbenul strălucitor era culoarea Regatului Mijlociu și putea fi purtat doar de împărat și familia sa; oaspeții speciali erau primiți pe un covor galben.
Conform sondajelor din Europa, Canada și Statele Unite, galbenul este culoarea pe care oamenii o asociază cel mai adesea cu amuzamentul, blândețea, umorul și spontaneitatea, dar și cu duplicitatea, invidia, gelozia, avariția iar, în SUA, cu lașitatea. În Iran are conotații de paloare/boală,  dar și înțelepciune și conexiune. În China și în multe țări asiatice, aceasta este văzută drept culoarea fericirii, gloriei, armoniei și înțelepciunii.

## Etimologie
În limba română cuvântul „galben” provine din latinescul galbinus. Dintre limbile romanice 
numai româna a păstrat etimonul latin; în franceză jaune, italiană giallo, spaniolă amarillo. 
În româna veche, substantivul "galben" se referea la monedă mică de aur, indiferent de gramaj, pentru efectuarea de tranzacții. 
Cuvântul englezesc yellow provine din engleza veche  geolu, geolwe, care înseamnă „galben, gălbui”, derivat din cuvântul proto-germanic gelwaz „galben”.

## Istorie și artă

### Preistorie
Galbenul, sub formă de pigment ocru galben, obținut din lut, a fost una dintre primele culori folosite în arta rupestră preistorică. Peștera din Lascaux are o pictură a unui cal colorat cu galben veche de 17.300 de ani.

### Lumea antică
În Egiptul antic, galbenul era asociat cu aurul, care era considerat a fi nepieritor, etern și indestructibil. Se credea că pielea și oasele zeilor sunt făcute din aur. Egiptenii foloseau intens galbenul în picturile mormântului; foloseau de obicei fie ocru galben, fie auripigmentul strălucitor, deși era fabricat din arsen și era foarte toxic. În mormântul regelui Tutankhamon s-a găsit o cutie de vopsea mică cu auripigment. Bărbații erau întotdeauna desenați cu fețe maro, femeile cu ochi galbeni sau fețe aurii.
Romanii antici foloseau galbenul în picturile lor pentru a reprezenta aurul și, de asemenea, pentru tonuri de piele. Se găsește frecvent în picturile murale din Pompei.

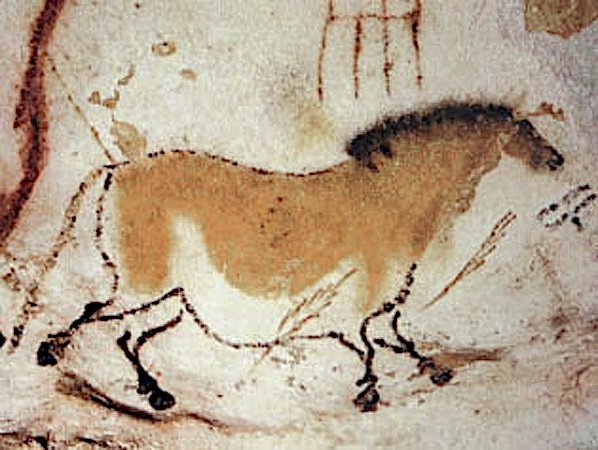
Imaginea unui cal colorat cu ocru galben din Peștera Lascaux (Franța).
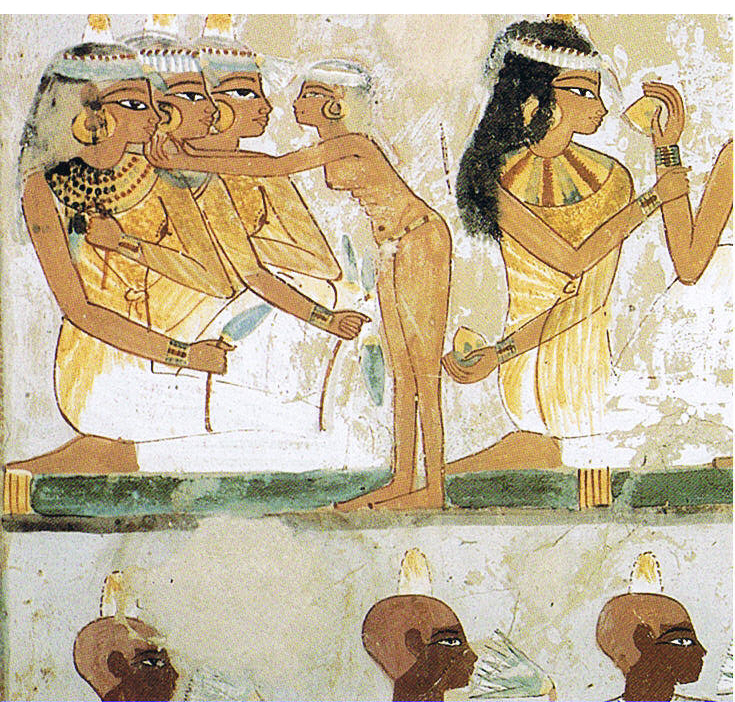
Picturi în mormântul lui Nakht din Egiptul antic (sec. al XV-lea î.Hr.).
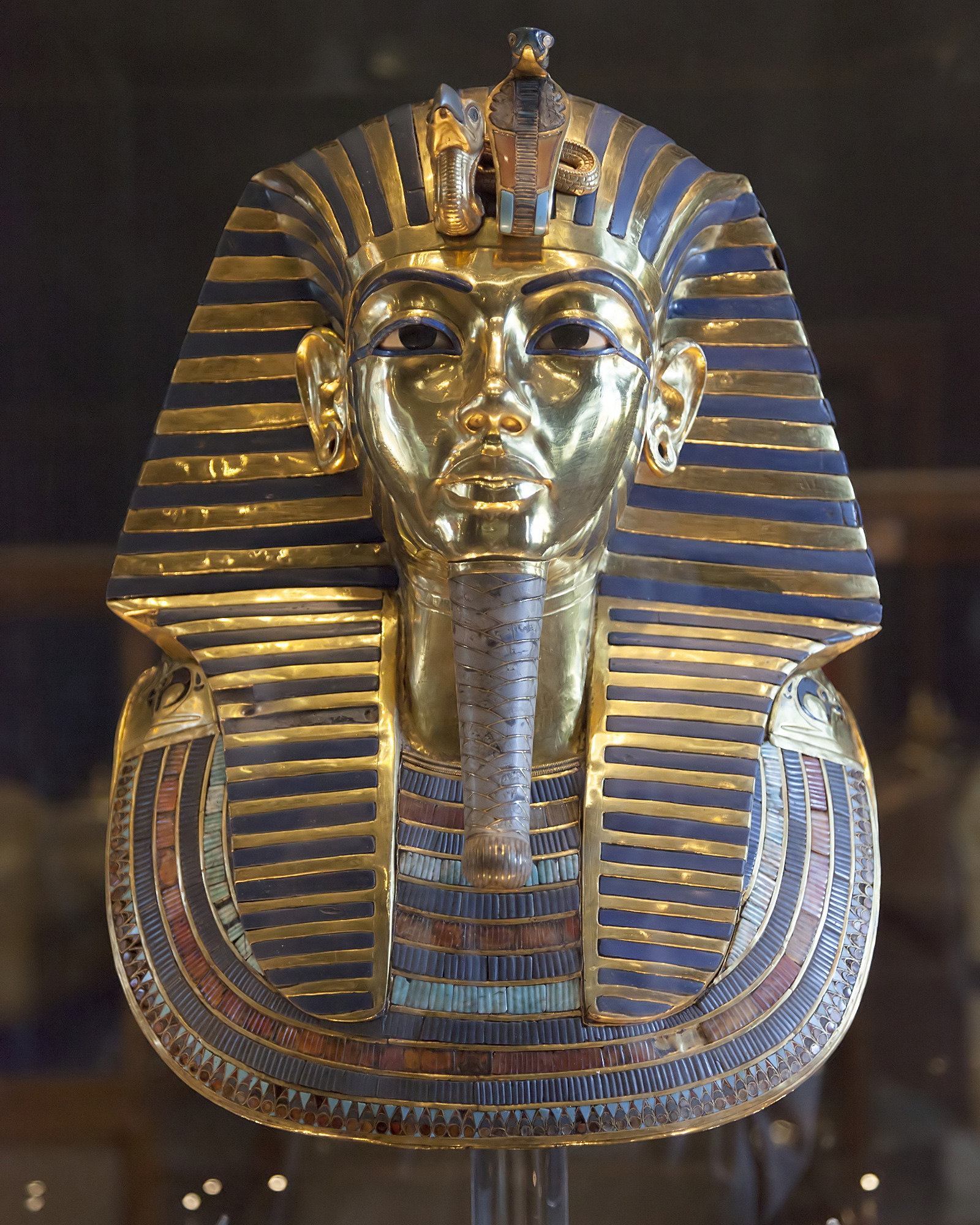
Masca lui Tutankhamon, 1323 î.Hr.
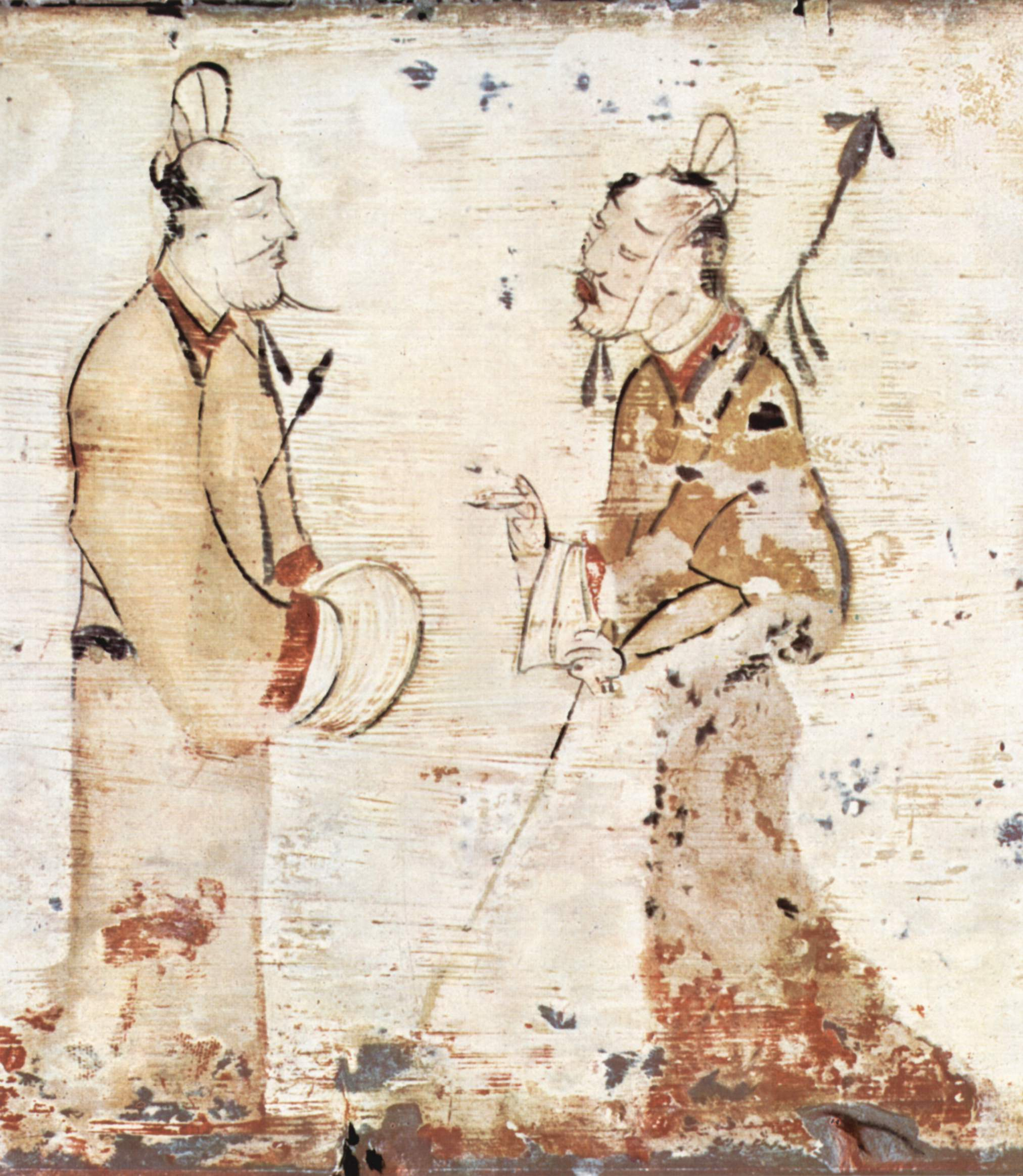
Pictura pe ceramică a dinastiei Han, 206 î.Hr. - 220 d.Hr.
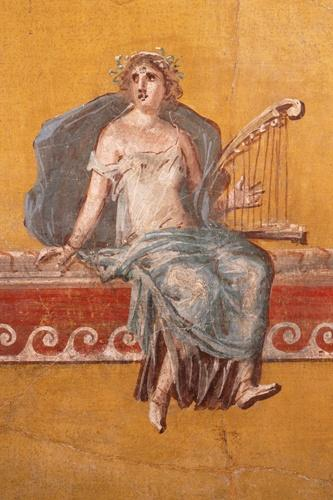
Ocrul galben a fost adesea folosit în picturile murale din vilele și orașele romane antice.
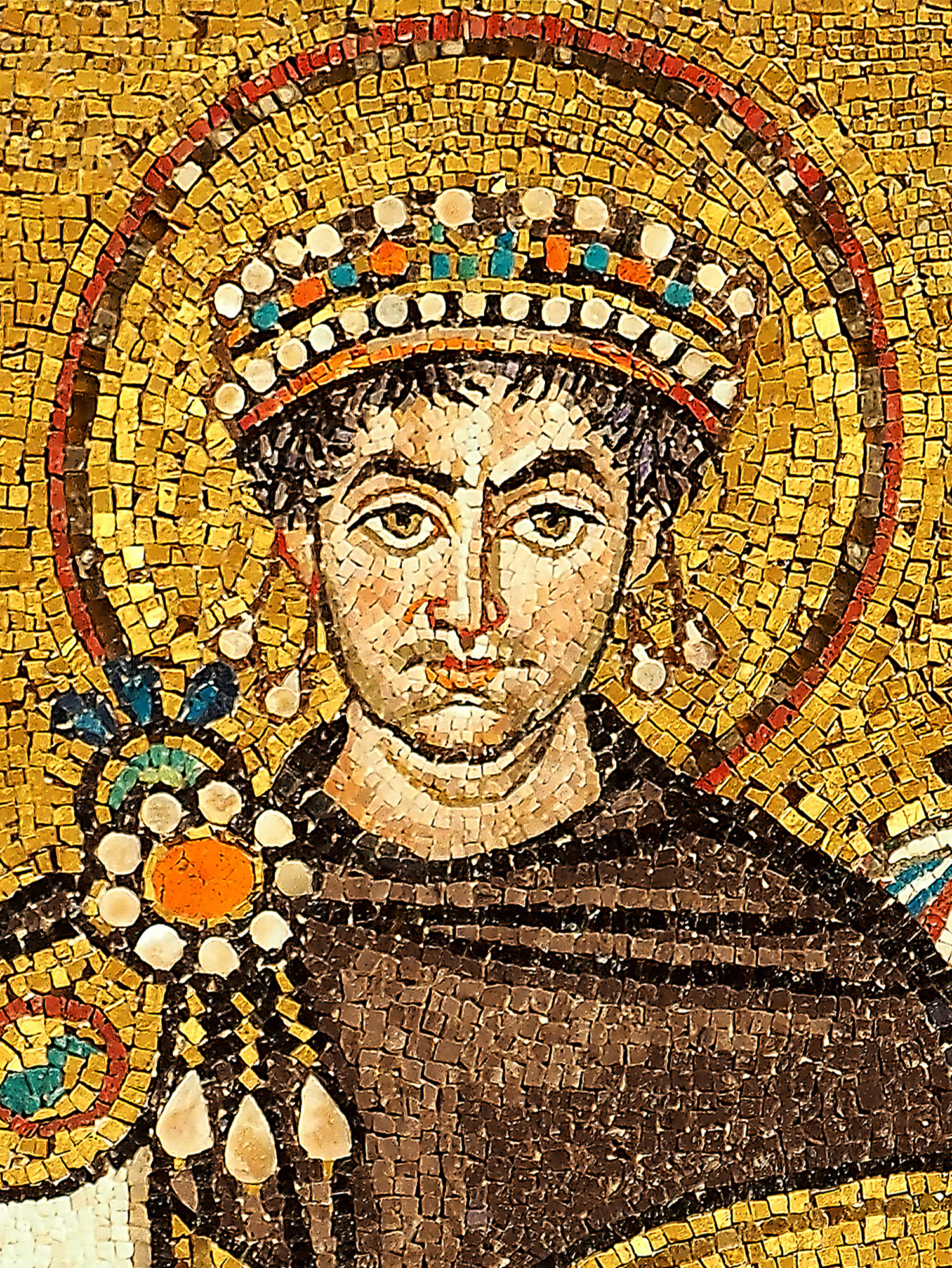
Arta bizantină a făcut uz de aur. Detaliu al mozaicul împăratului Iustinian din Bazilica "San Vitale" din Ravenna (Italia dinainte de 547 d.Hr.).

### Istorie postclasică
În perioada postclasică, galbenul a devenit în mod ferm culoarea lui Iuda Iscariotul, discipolul care l-a trădat pe Iisus Hristos, chiar dacă Biblia nu-și descrie niciodată îmbrăcămintea. Din această legătură, galbenul a preluat și asociații cu invidie, gelozie și duplicitate.
În Renaștere a început tradiția de a marca străinii necreștini, precum evreii, cu culoarea galbenă. În Spania secolului al XVI-lea, cei acuzați de erezie și care refuzau să renunțe la părerile lor erau obligați să vină în fața Inchiziției spaniole îmbrăcați într-o pelerină galbenă.
Culoarea galbenă a fost asociată istoric cu creditele și finanțele. Stema Casei Medici,  o faimoasă dinastie italiană a bancherilor și creditorilor din secolul al XV-lea, conținea simbolul a cinci bile de aur.

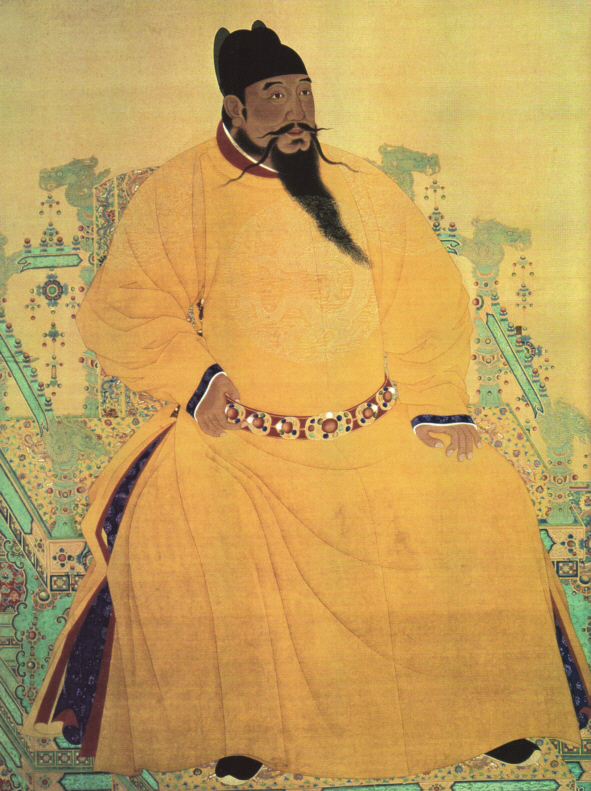
Portret al împăratului Yongle, 1402
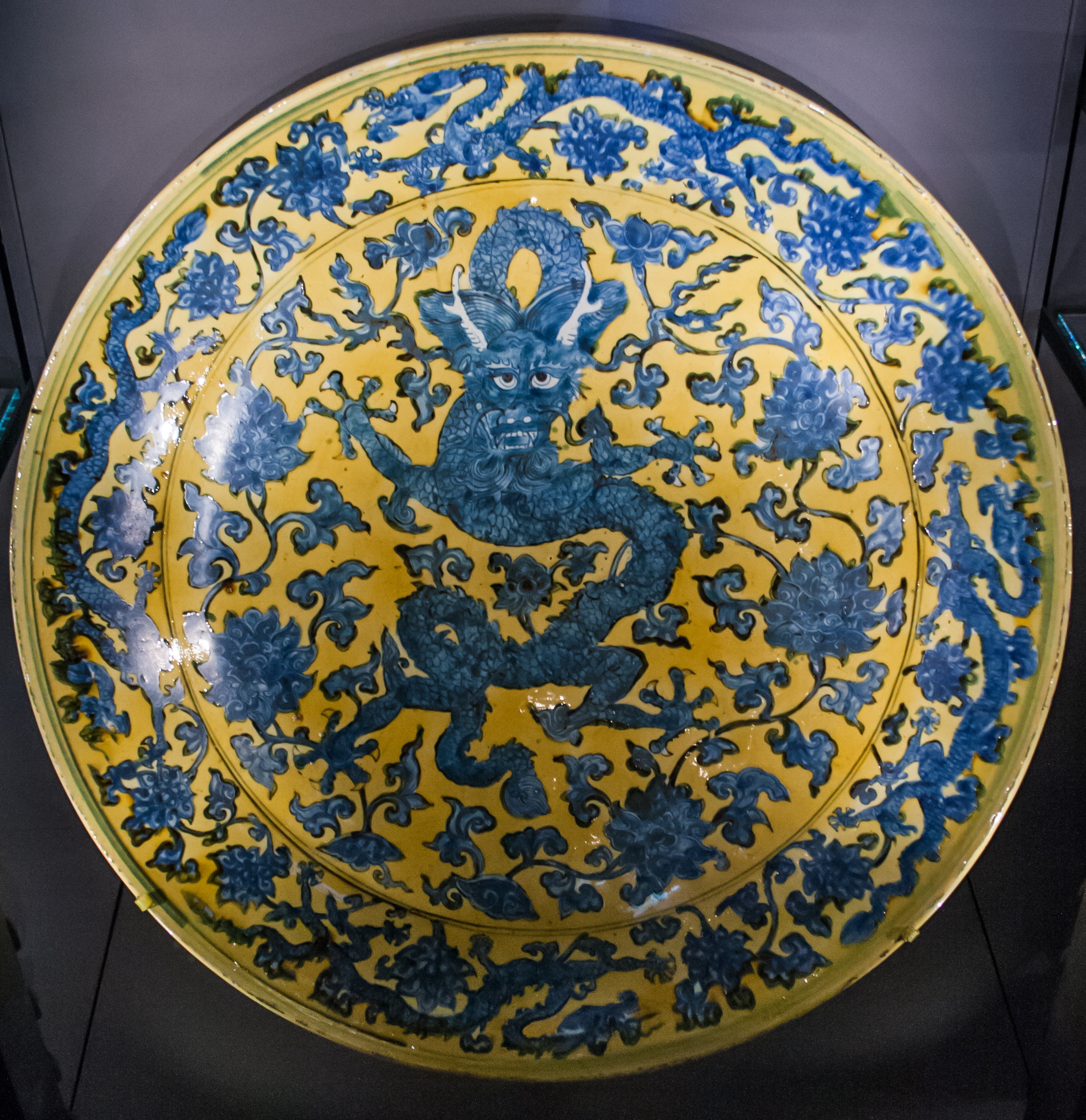
Porțelan chinezesc, dinastia Ming, 1522-1566
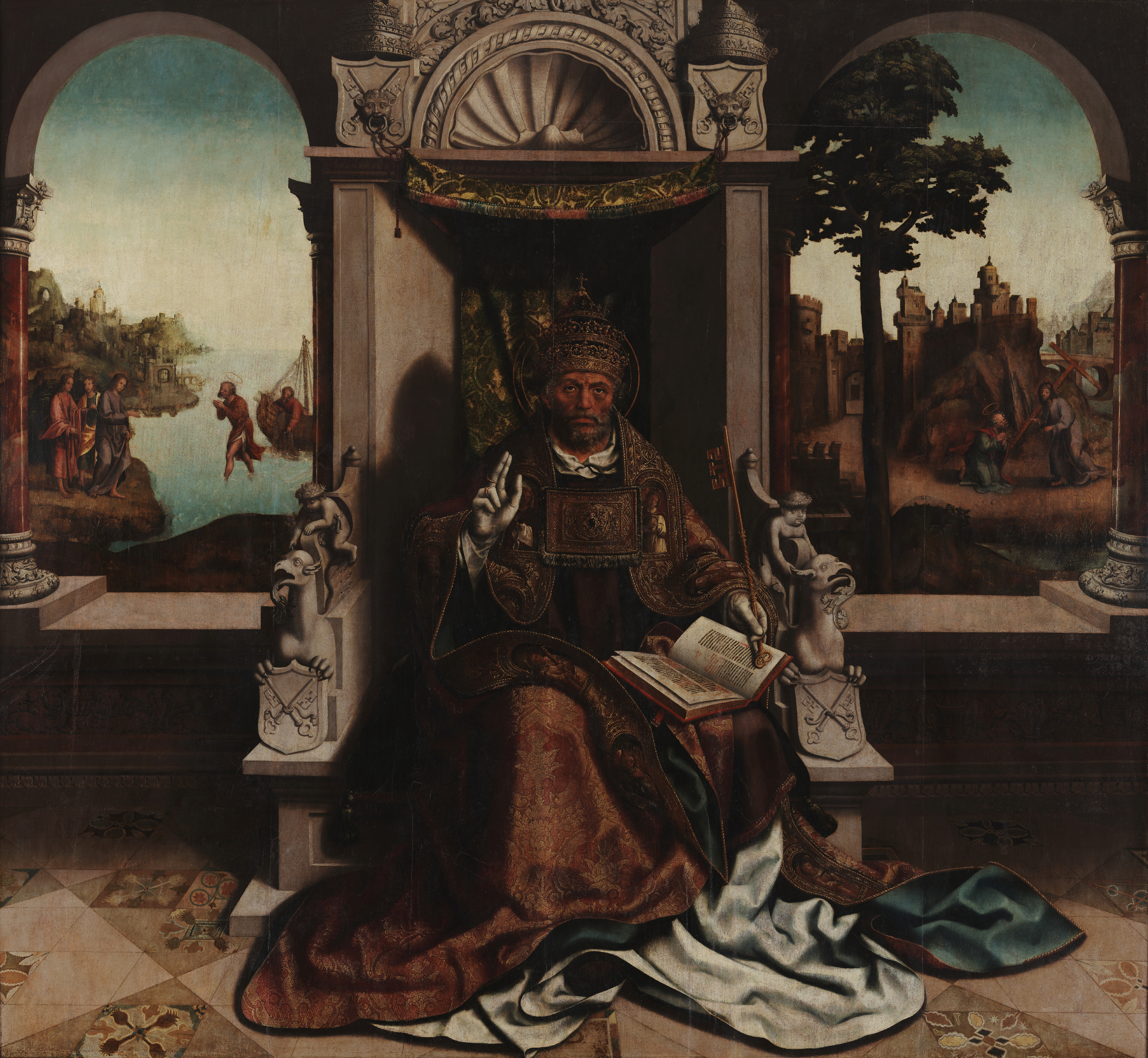
"Papa Sf. Petru", 1530–1535, de Grão Vasco Fernandes. O piesă de apogeu din perioada în care Renașterea portugheză a avut o influență externă considerabilă.
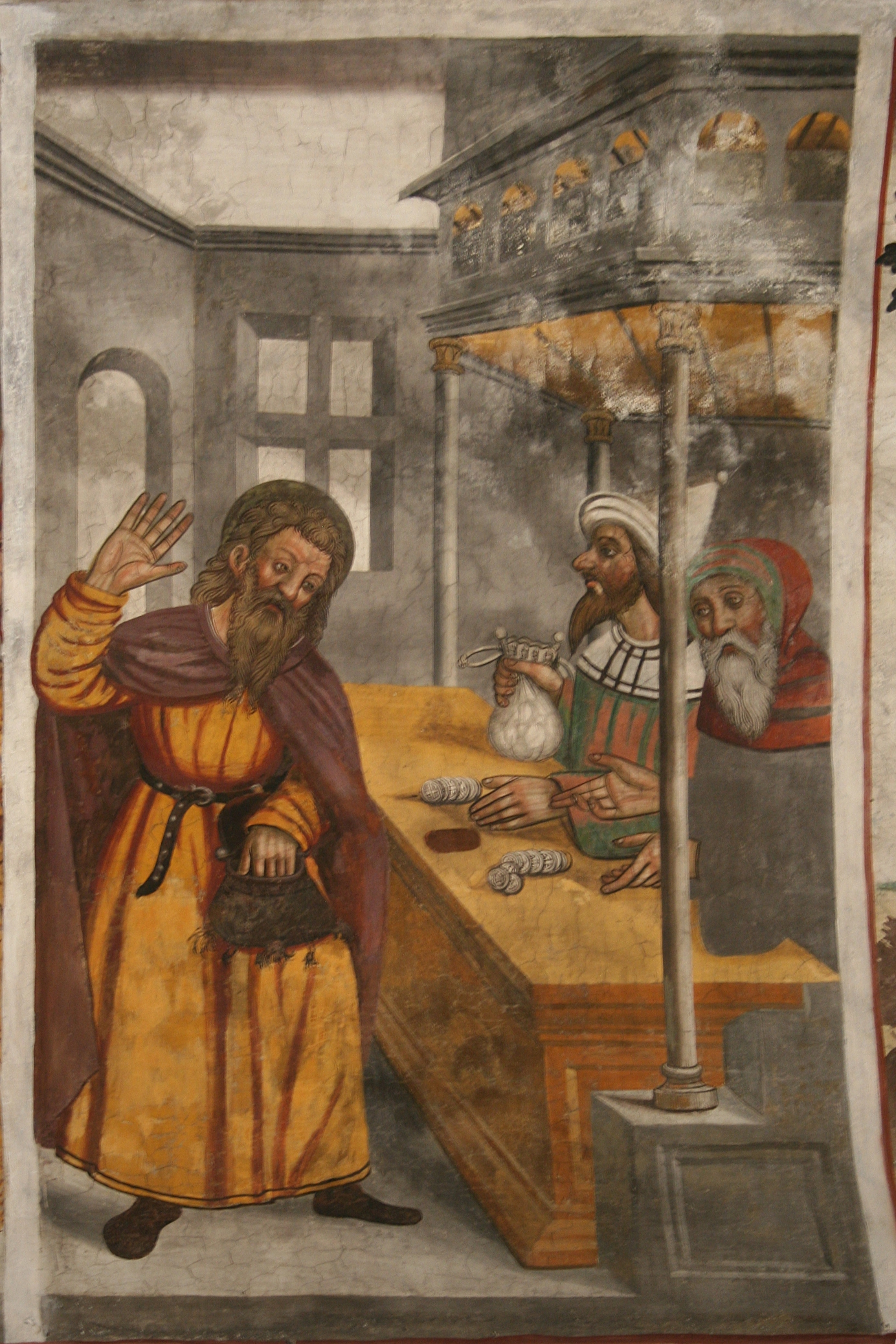
Iuda, în galben, este plătit cu 30 de arginți. Frescă din sec. al XVI-lea
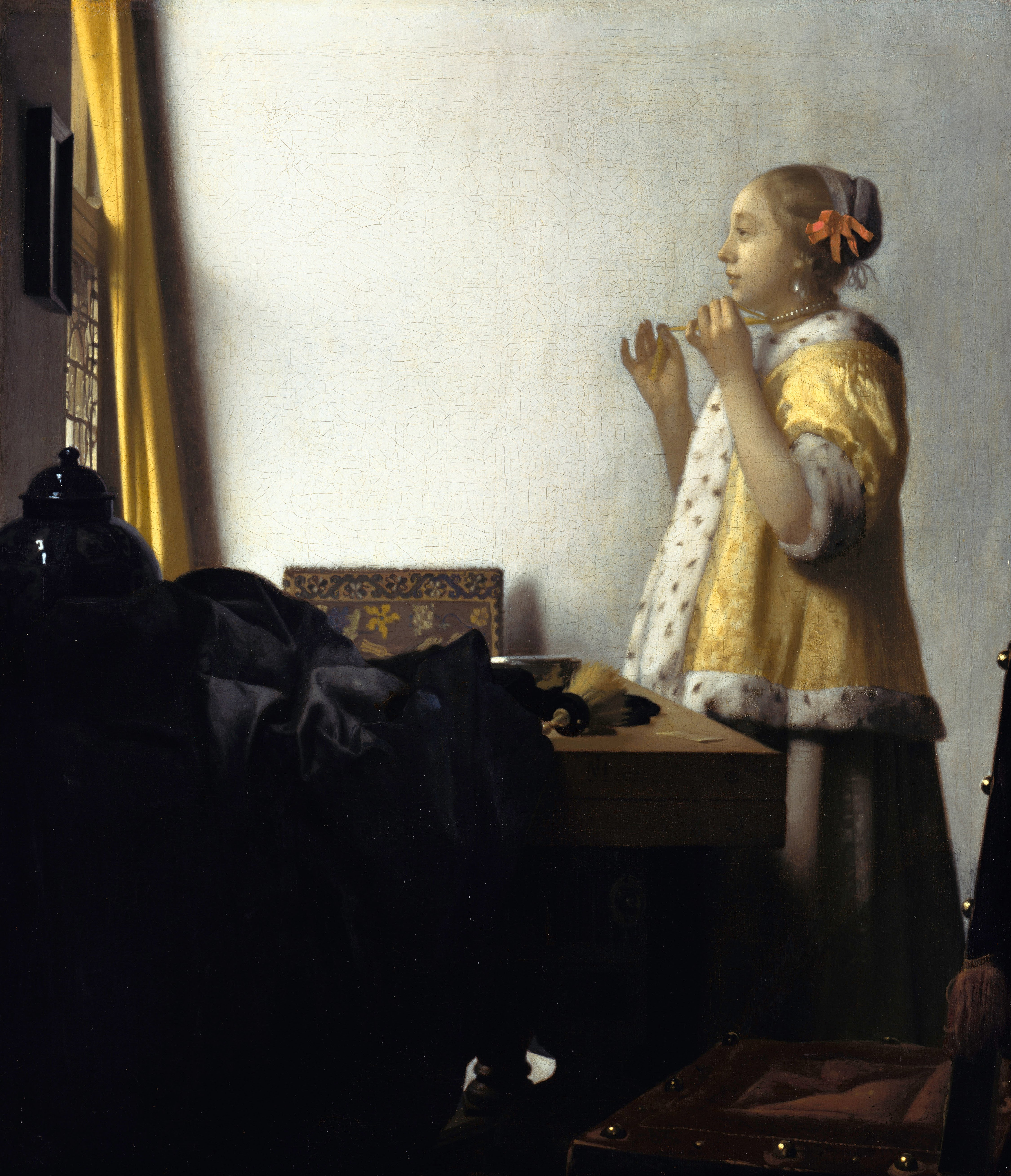
Femeie cu colier de perle, de Johannes Vermeer (c. 1664)

### Istorie modernă

#### Secolele XVIII și XIX
În secolele XVIII și XIX s-au descoperit și fabricat pigmenți și coloranți sintetici, care au înlocuit rapid gălbenul tradițional obținut din arsenic, urină de vacă și alte substanțe.
În jurul anului 1776, Jean-Honoré Fragonard a pictat O fată citind. Era îmbrăcată într-o rochie galben-șofran strălucitor. Această pictură este „considerată de mulți critici ca fiind printre cele mai atrăgătoare și măiestre ale lui Fragonard”. În secolul al XIX-lea, pictorul britanic  J.M.W. Turner a fost unul dintre primii din acel secol care a folosit galbenul pentru a crea dispoziții și emoții, modul în care compozitorii romantici foloseau muzica. Pictura lui Ploaia, aburul și viteza - Marea Cale Ferată Centrală a fost dominată de nori galbeni strălucitori.
Georges Seurat a folosit noile culori sintetice în picturile sale experimentale compuse din puncte minuscule de culori primare, în special în celebrul său După-amiază de duminică pe Isle de la Grand jatte (1884–86). Nu știa că noul pigment sintetic galben, zinc galben sau zinc cromat, pe care l-a folosit în peluza verde deschis, era extrem de instabil și va deveni maro rapid.
Pictorul Vincent van Gogh a fost un admirator particular al culorii galbene, a culorii soarelui. Scriindu-i surorii sale din sudul Franței în 1888, el a scris: „Acum avem o frumoasă vreme caldă, fără vânt, care este foarte benefic pentru mine. Soarele, o lumină care, din lipsa unui cuvânt mai bun, nu o pot numi decât galben, galben strălucitor de sulf, auriu pal de lămâie. Cât de frumos este galbenul!” Van Gogh a fost unul dintre primii artiști care a folosit vopsele fabricate comercial, mai degrabă decât vopsele pe care le-a realizat el însuși.  A folosit tradiționalul galben ocru, dar și galben crom  realizat pentru prima dată în 1809 și galben-cadmiu, realizat pentru prima dată în 1820.
La sfârșitul secolului al XIX-lea, în 1895, o nouă formă de artă populară a început să apară în ziarele din New York; banda desenată color. A profitat de un nou proces de imprimare color, care a folosit separarea culorilor și trei culori diferite de cerneală: magenta, cyan și galben, plus negru, pentru a crea toate culorile pe pagină. Unul dintre primele personaje din noile benzi desenate a fost un băiat plin de umor din străzile din New York pe nume Mickey Dugen, mai cunoscut sub numele de „Yellow Kid”, de la tricoul de noapte galben pe care îl purta. El a dat numele (și culoarea) întregului gen de jurnalism popular, senzațional, care a devenit cunoscut sub numele de „jurnalism galben”.

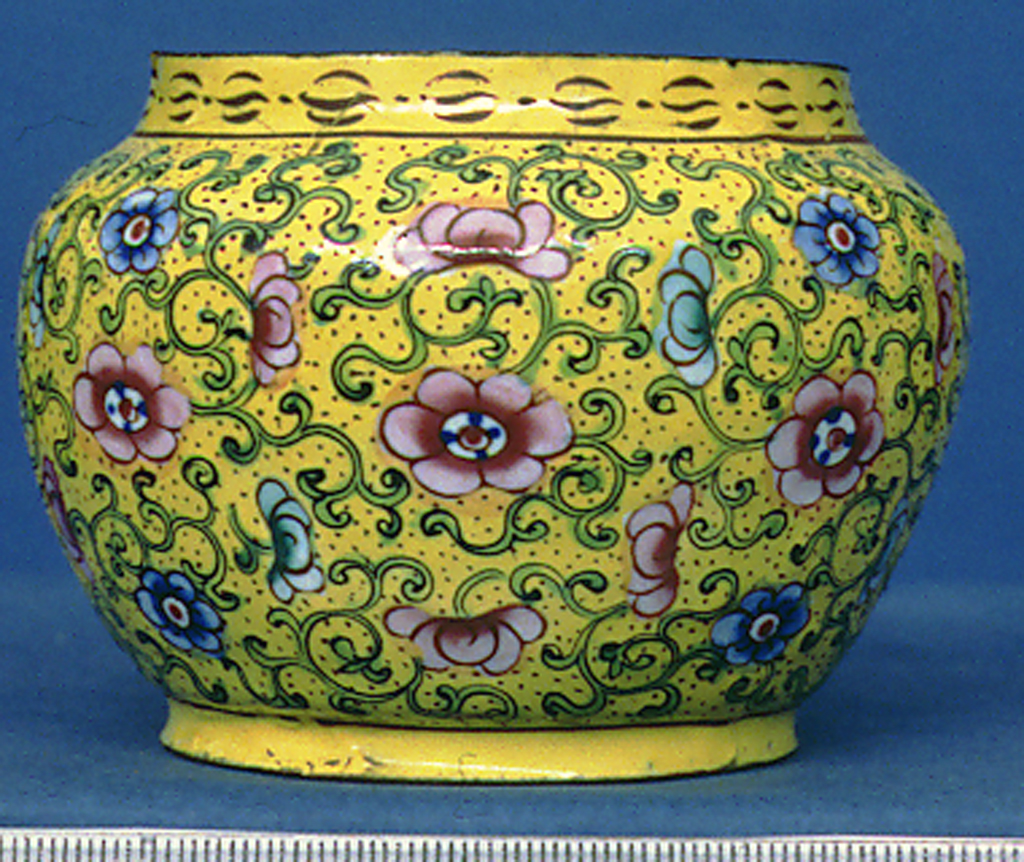
Vas chinezesc din timpul dinastiei Qing
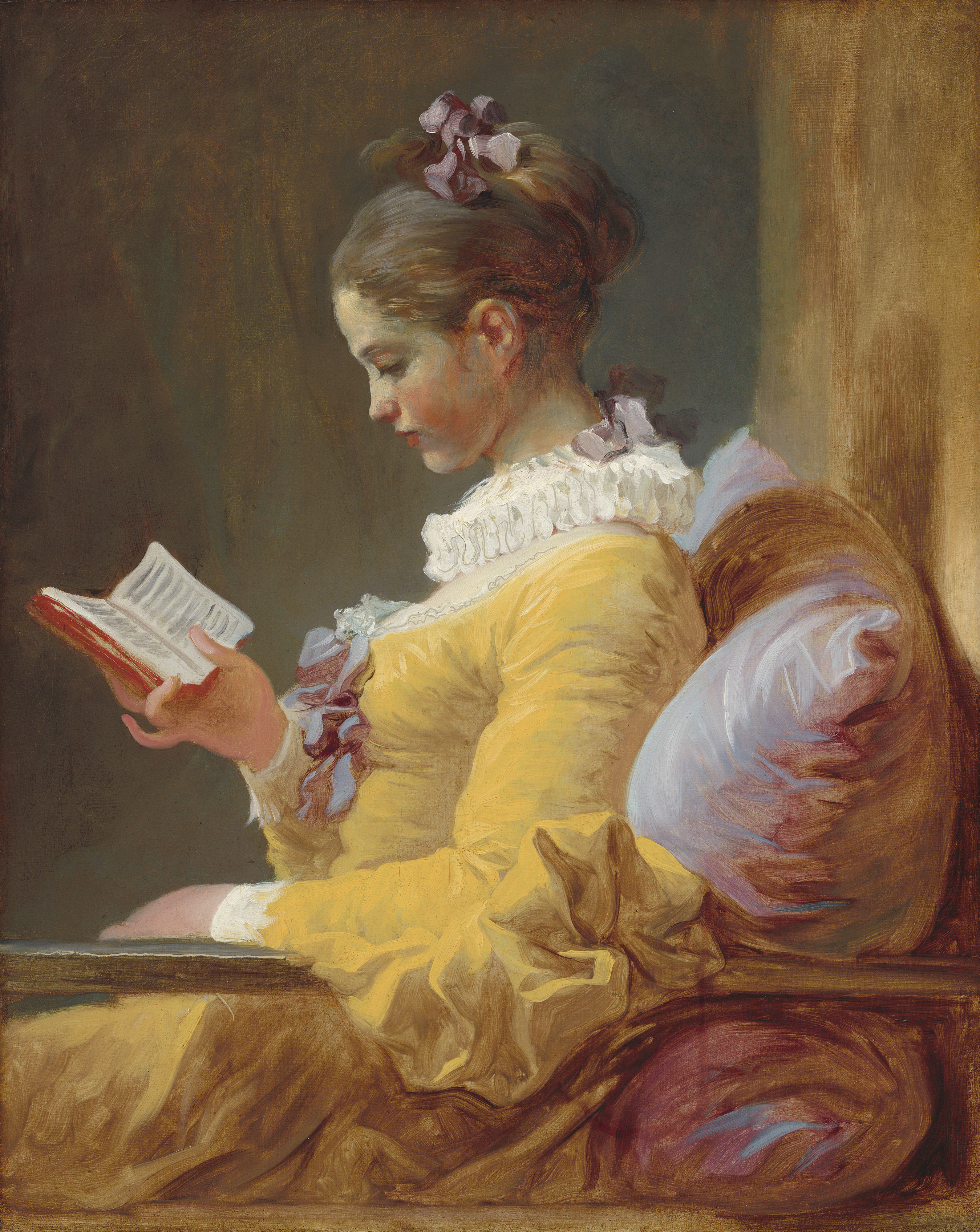
La liseuse ("Lumina de citit"), de Jean-Honoré Fragonard, c. 1776
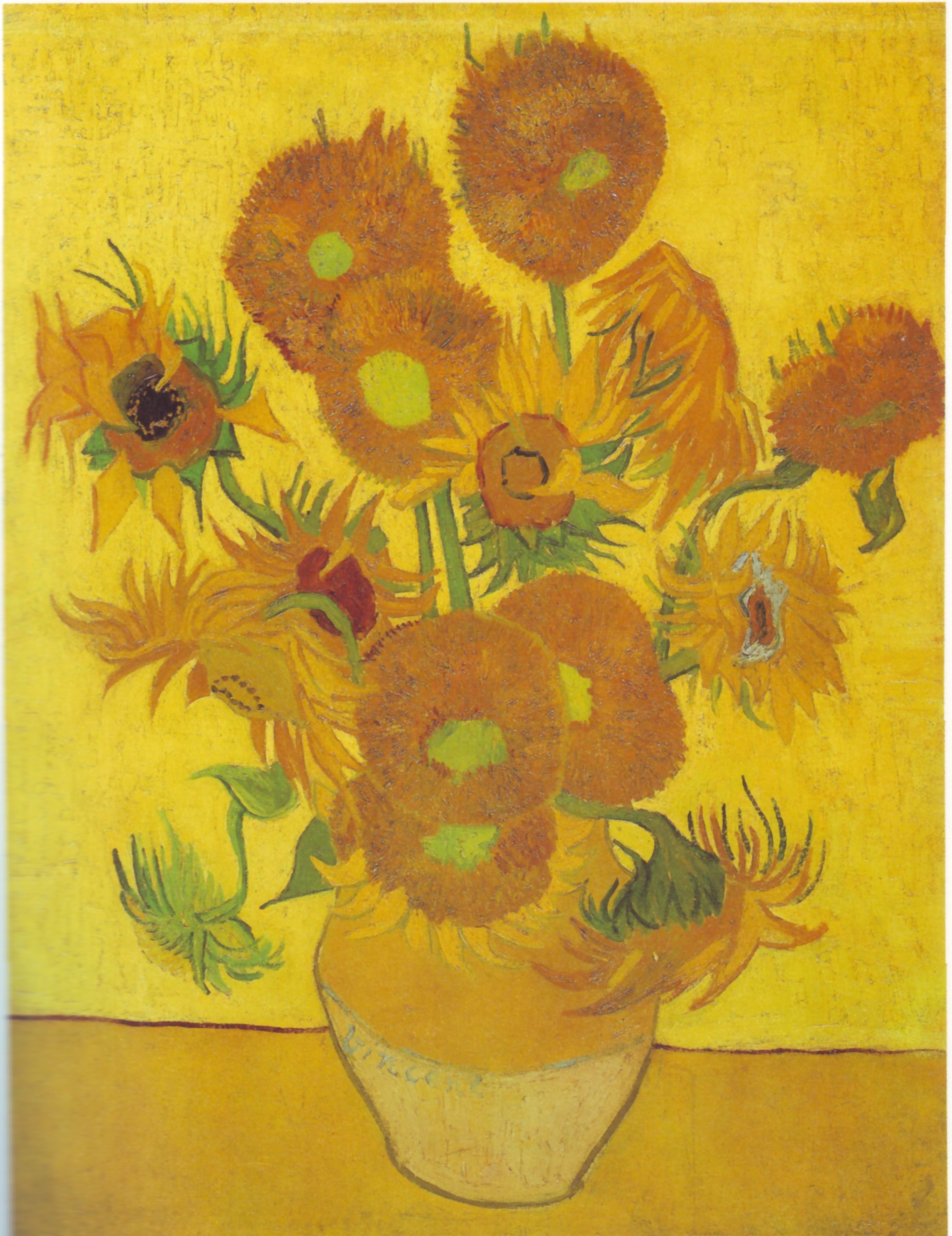
Floarea soarelui, de Vincent van Gogh, 1888
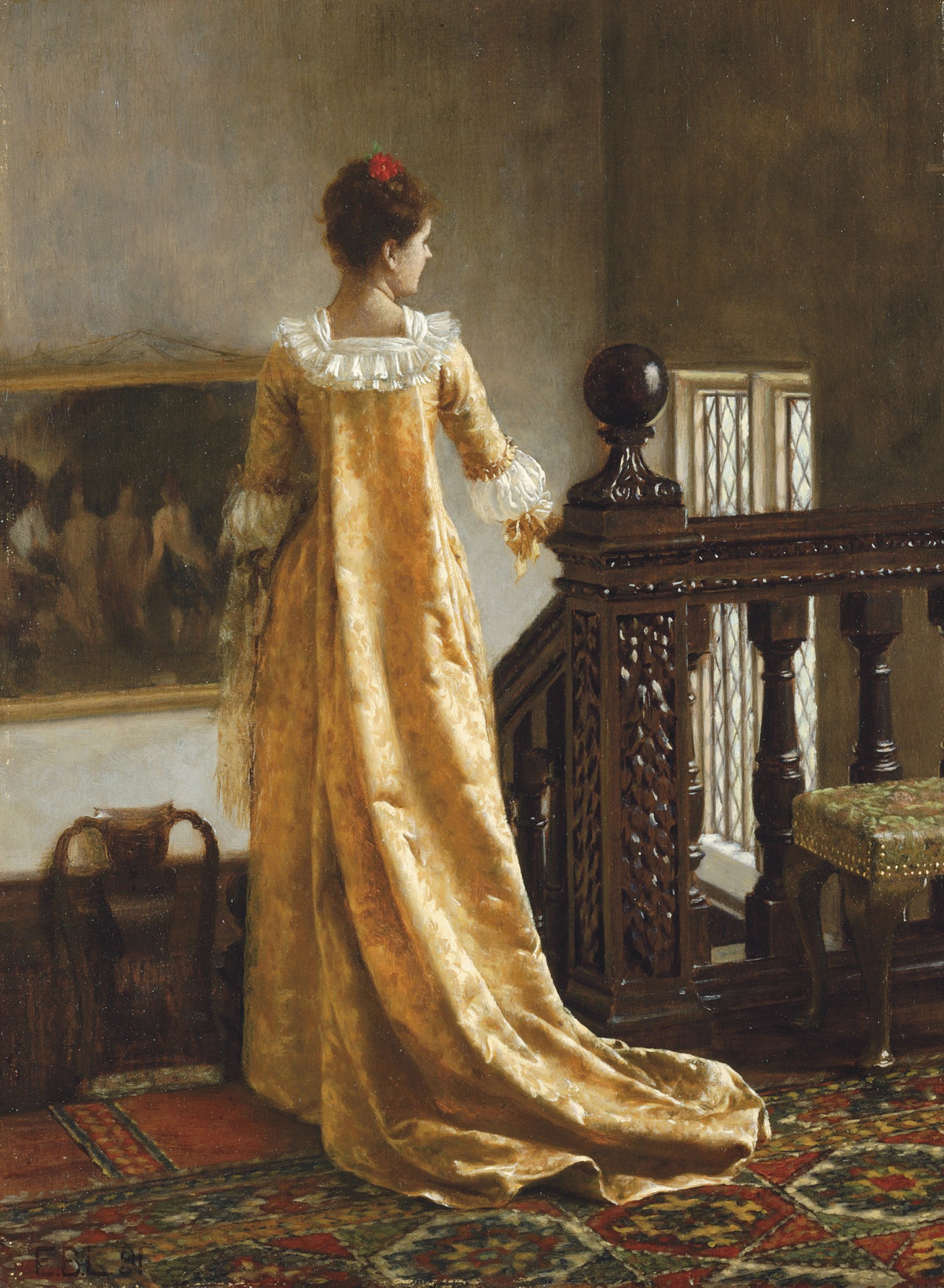
Lui sa 'aime elle suit ("Ea își urmează dragostea"), de Edmund Leighton, 1891
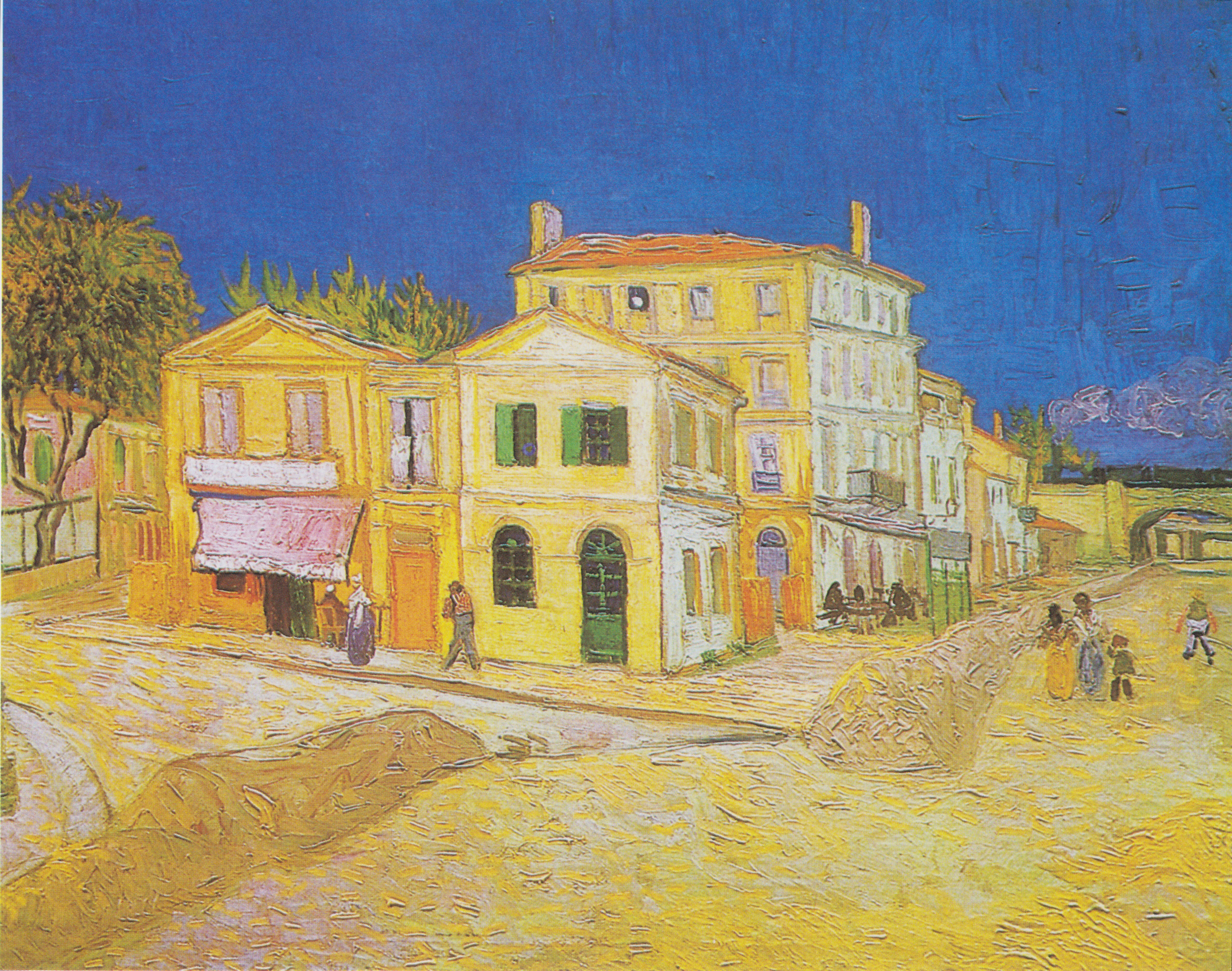
Casa galbenă, de Vincent van Gogh, 1888
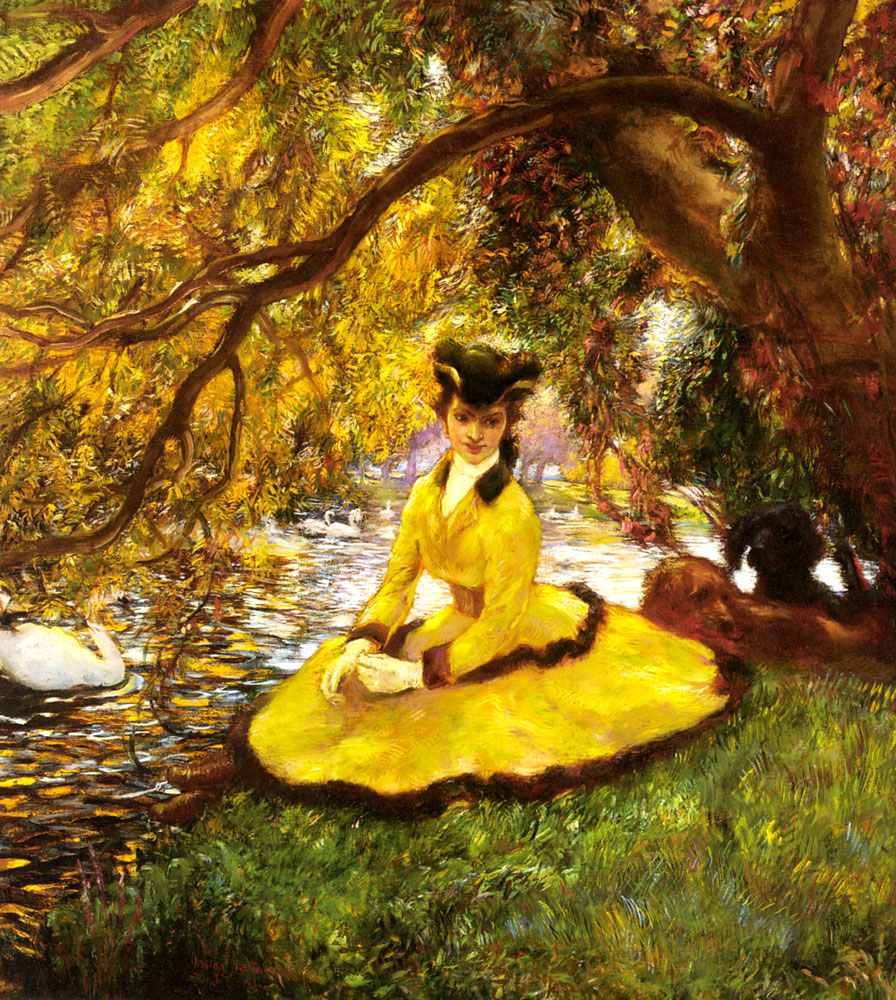
Pe malul râului, de Gaston La Touche

#### Secolele XX și XXI
În secolul XX, galbenul a fost reînviat ca simbol al excluderii, așa cum a fost în Evul Mediu și în Renaștere. Evreii din Germania nazistă și din țările ocupate de Germania au fost obligați să coase triunghiuri galbene cu steaua lui David pe hainele lor.
În secolul XX, pictorii moderniști au redus pictura la cele mai simple culori și forme geometrice. Pictorul modernist olandez Piet Mondrian a realizat o serie de tablouri care au constat dintr-o pânză albă pură, cu o grilă de linii negre verticale și orizontale și dreptunghiuri de galben, roșu și albastru.
Galbenul a fost apreciat în special în secolul XX datorită vizibilității sale ridicate. Datorită capacității sale de a fi văzut bine de la distanțe mai mari și la viteze mari, galbenul face să fie culoarea ideală de a fi privită din automobilele în mișcare. Adesea a înlocuit roșul drept culoare a camioanelor de pompieri și a altor vehicule de urgență și a fost popular în semnele de neon, în special în Las Vegas și în China, unde galbenul era cea mai apreciată culoare.
În anii '60, Pickett Brand a dezvoltat rigla de calcul "Eye Saver Yellow", care a fost produsă cu o culoare specifică galbenă (Angstrom 5600) care reflectă razele de lungime de undă lungă și promovează o ușurință optimă a ochilor pentru a ajuta la prevenirea tensiunii oculare și îmbunătățirea preciziei vizuale.
În secolul al XXI-lea s-au utilizat materiale și tehnologii neobișnuite pentru a crea noi moduri de a experimenta culoarea galben. Un exemplu a fost „proiectul meteo”, al artistului danez-islandez Olafur Eliasson, instalat în spațiul deschis al Turbine Hall din Londra în 2003. Eliasson a folosit umidificatoare pentru a crea o ceață fină în aer printr-un amestec de zahăr și apă, precum și un disc semi-circular format din sute de lămpi monocromatice care radiau lumină galbenă. Tavanul holului era acoperit cu o oglindă imensă, în care vizitatorii se puteau vedea ca niște umbre minuscule negre împotriva unei mase de lumină.

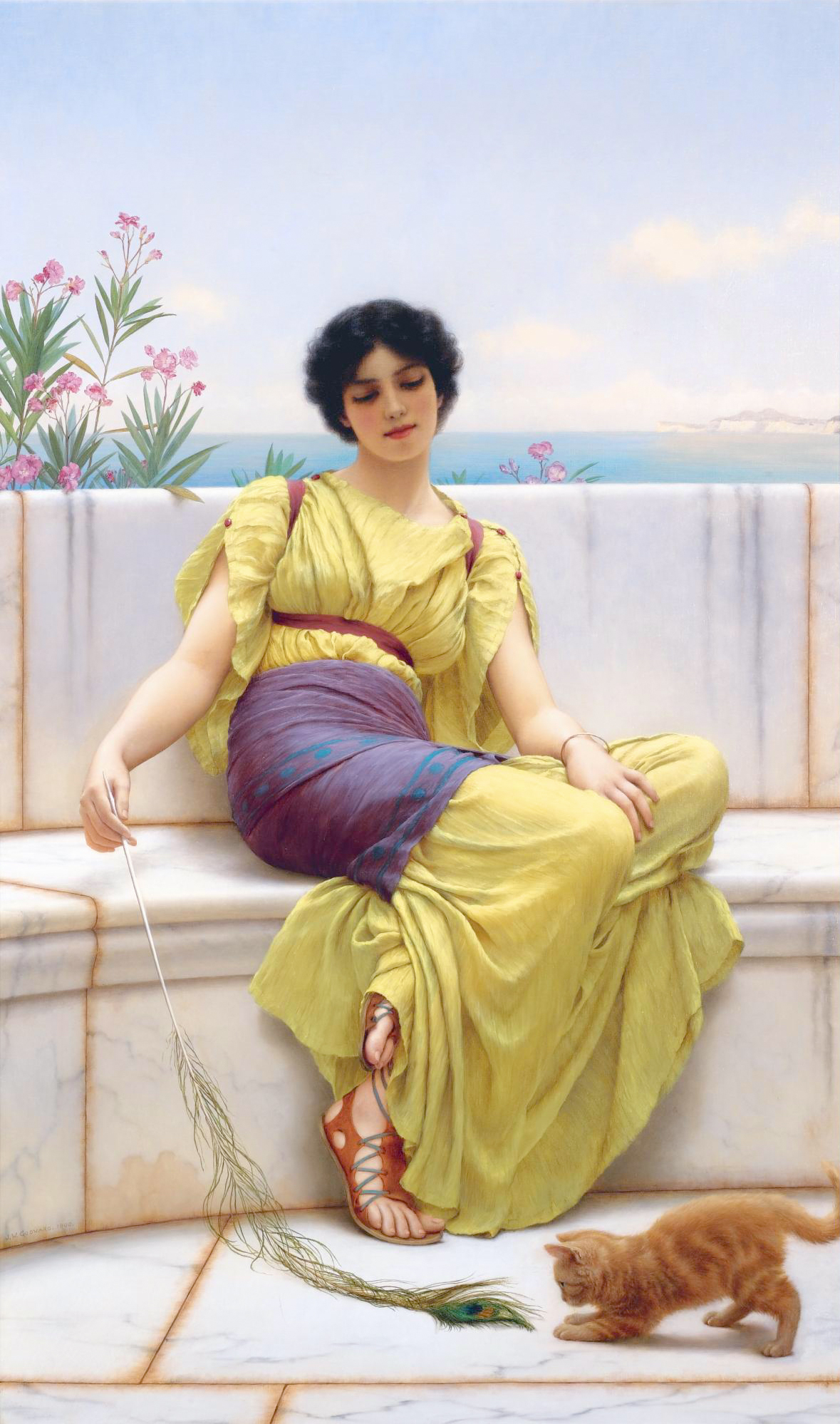
Lene, de John William Godward, 1900
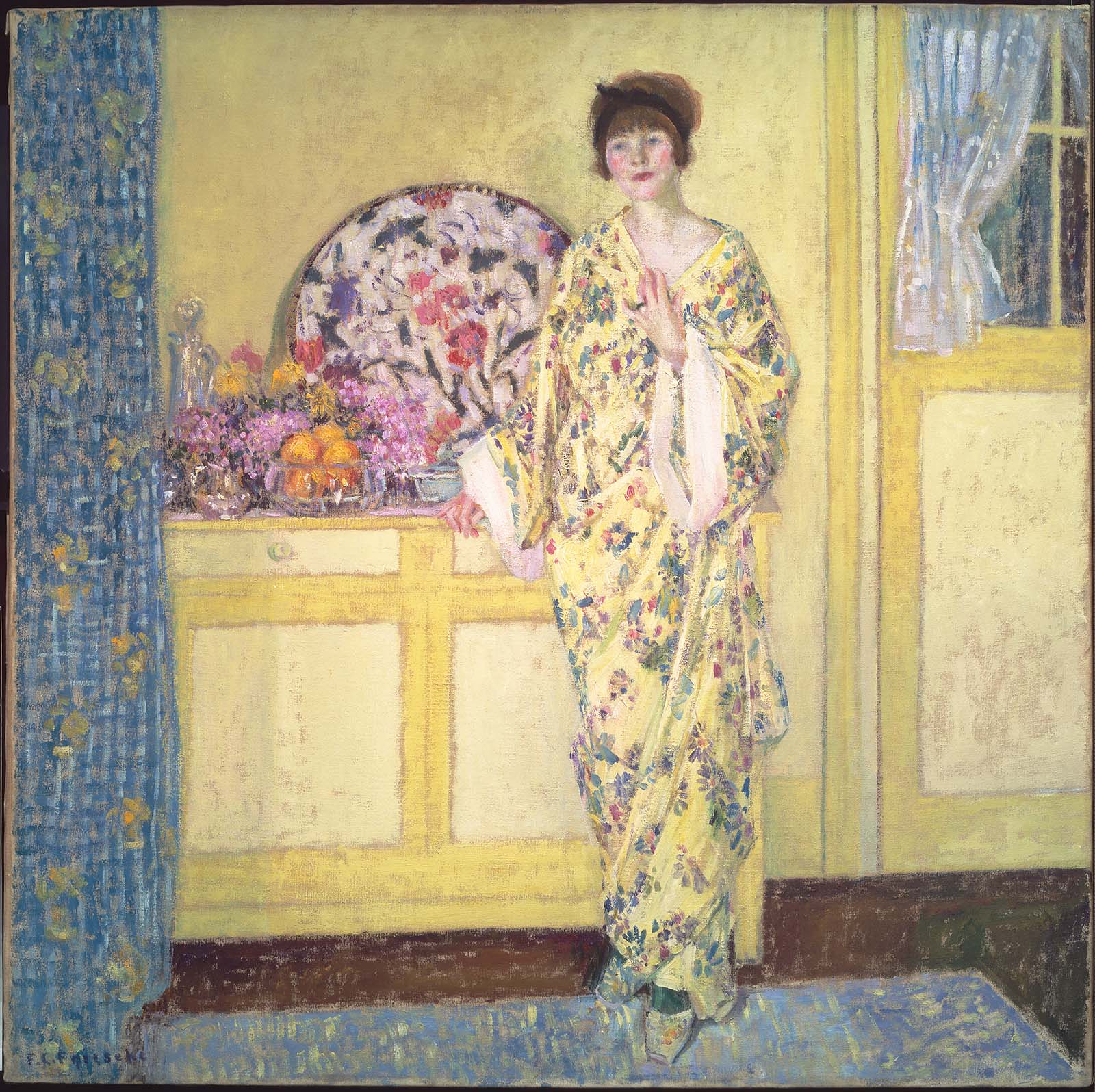
Cameră galbenă, Frederick Carl Frieseke, 1910
Pentru vocea necunoscută, Vasili Kandinski, 1916
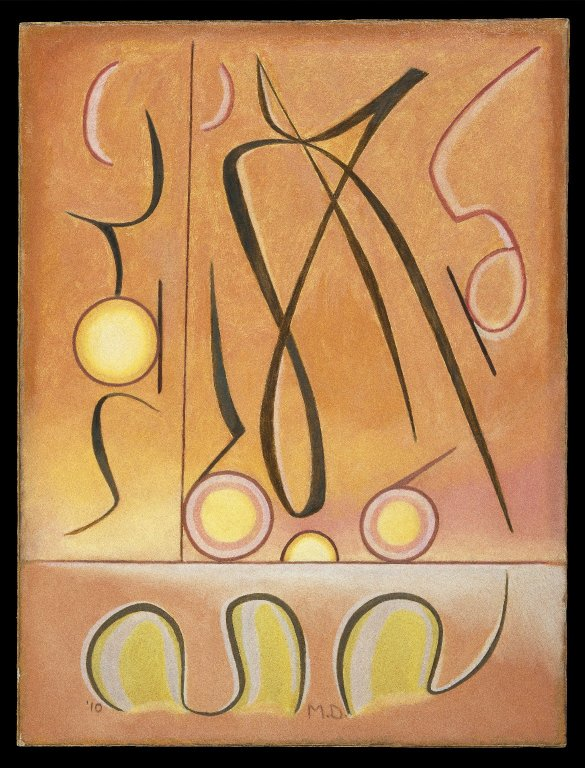
Xdx, de Manierre Dawson, ca. 1910
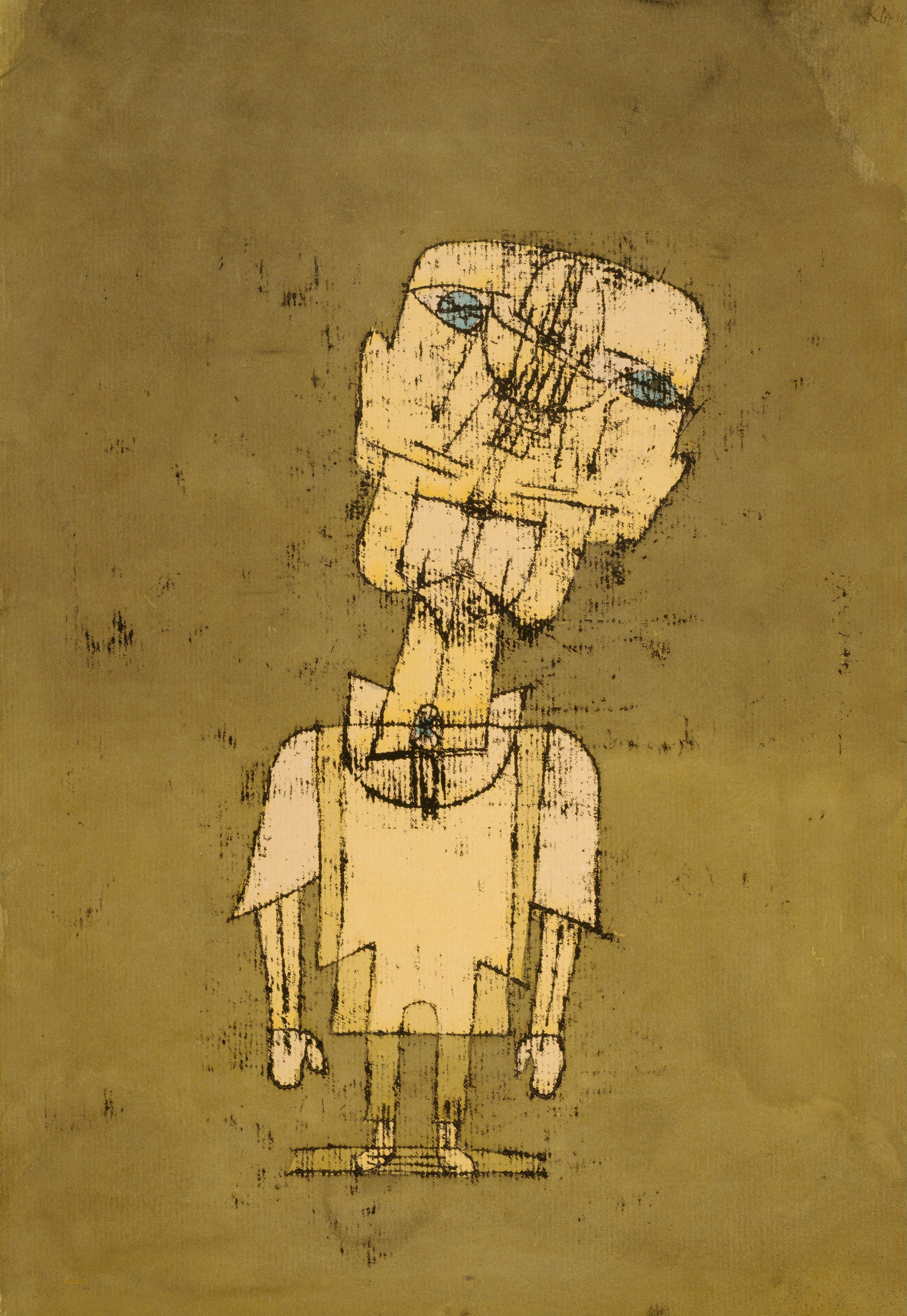
Fantoma unui geniu, de Paul Klee, 1922
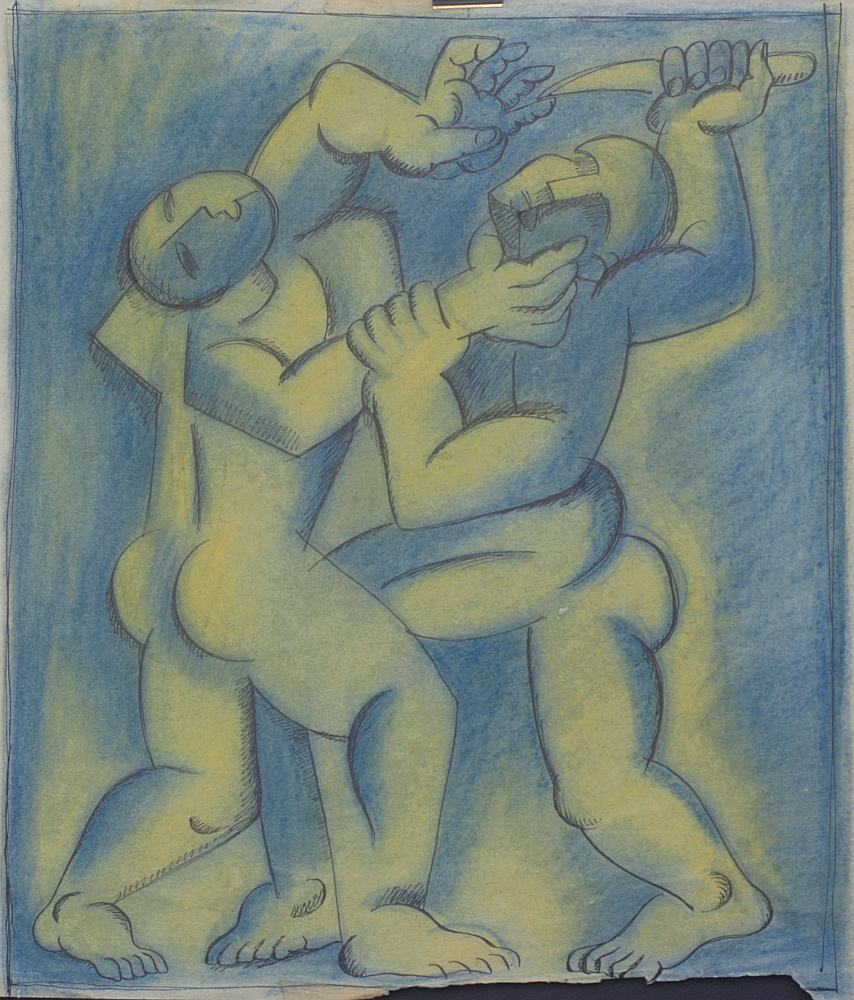
Luptători, de Bedřich Novotný

## Biologie
Frunzele de toamnă, florile galbene, bananele, portocalele și alte fructe galbene conțin carotenoizi, pigmenți organici galbeni și roșii care se găsesc în cloroplastele și cromoplastele plantelor și ale altor organisme fotosintetice, cum ar fi algele, unele bacterii și unele ciuperci. Aceștia îndeplinesc două roluri-cheie în plante și alge: absorb energia luminoasă pentru a fi utilizată în fotosinteză și protejează clorofila verde de fotodeteriorare.
La sfârșitul verii, pe măsură ce orele de lumină se scurtează și temperaturile se răcesc, venele care transportă fluidele în interiorul și în afara frunzei se închid treptat. Aportul de apă și minerale în frunză se reduce, la început încet, apoi mai rapid. În această perioadă, clorofila începe să scadă. Pe măsură ce clorofila se diminuează, carotenoizii galbeni și roșii devin din ce în ce mai vizibili, creând culoarea clasică a frunzelor de toamnă.
Carotenoizii sunt prezenți în multe viețuitoare; ei dau culoarea caracteristică morcovilor, porumbului, narciselor, rubarbelor și bananelor. Ei sunt responsabili de roșul homarilor gătiți, de rozul flamingo și al somonului și de galbenul canarilor și al gălbenușurilor de ou.
Xantofilele sunt cei mai comuni pigmenți galbeni care formează una dintre cele două diviziuni majore ale grupului carotenoidelor. Denumirea provine din grecescul xanthos (ξανθος, "galben") + phyllon (φύλλον, "frunză"). Xantofilele se găsesc cel mai frecvent în frunzele plantelor verzi, dar ele ajung și la animale prin intermediul alimentelor pe care le consumă. De exemplu, culoarea galbenă a gălbenușurilor de ou, a grăsimii și a pielii de găină provine din hrana pe care o consumă găinile. Crescătorii de pui înțeleg acest lucru și adesea adaugă xantofile, de obicei luteină, pentru a face gălbenușurile de ou mai galbene.
Bananele sunt verzi atunci când sunt culese din cauza clorofilei pe care o conține pielea lor. Odată culese, acestea încep să se coacă; hormonii din banane transformă aminoacizii în gaz etilenă, care stimulează producția mai multor enzime. Aceste enzime încep să schimbe culoarea, textura și aroma bananei. Alimentarea cu clorofilă verde este oprită și este înlocuită de culoarea galbenă a carotenoidelor; în cele din urmă, pe măsură ce enzimele își continuă activitatea, pereții celulari se descompun și bananele devin maro.

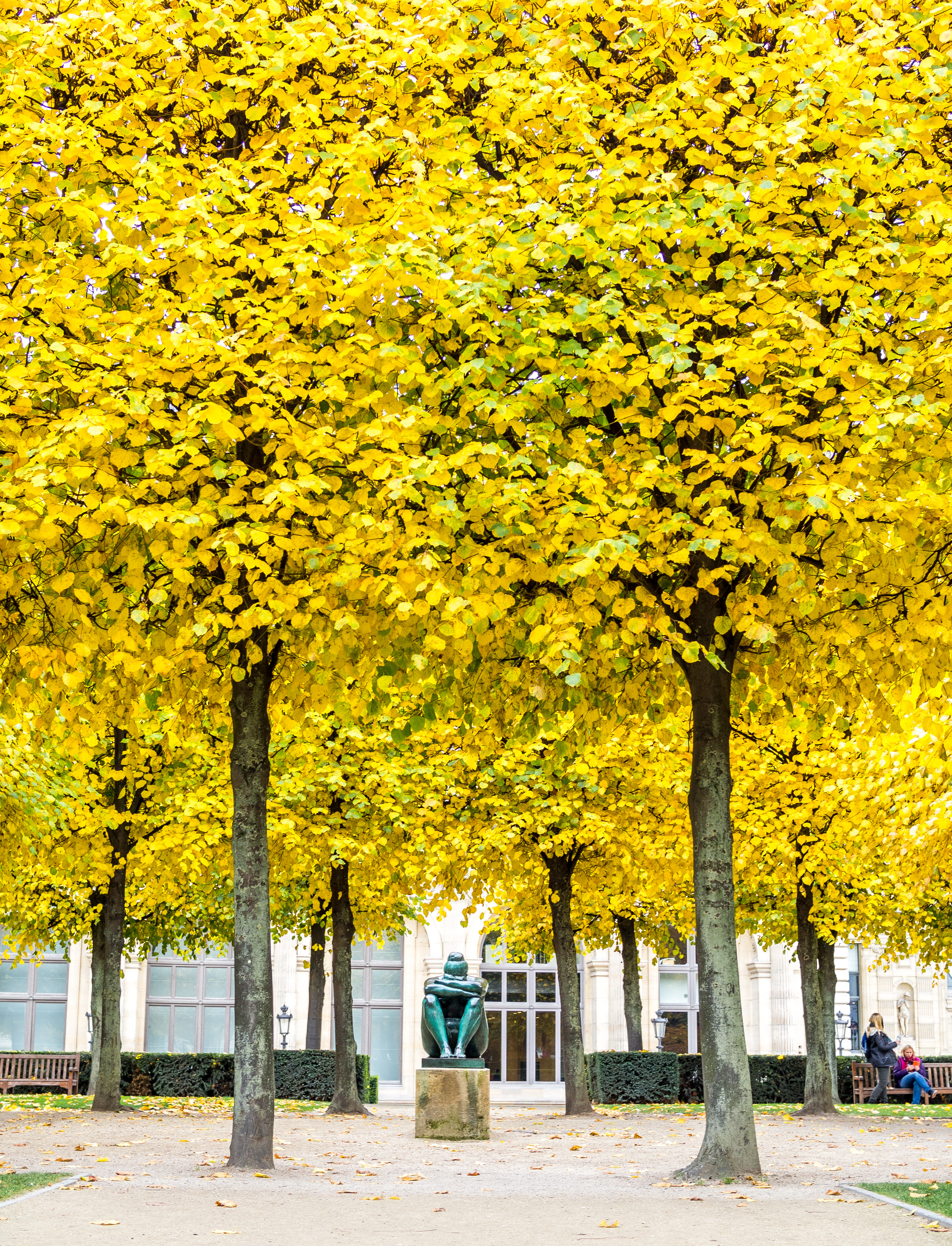
Frunze galbene
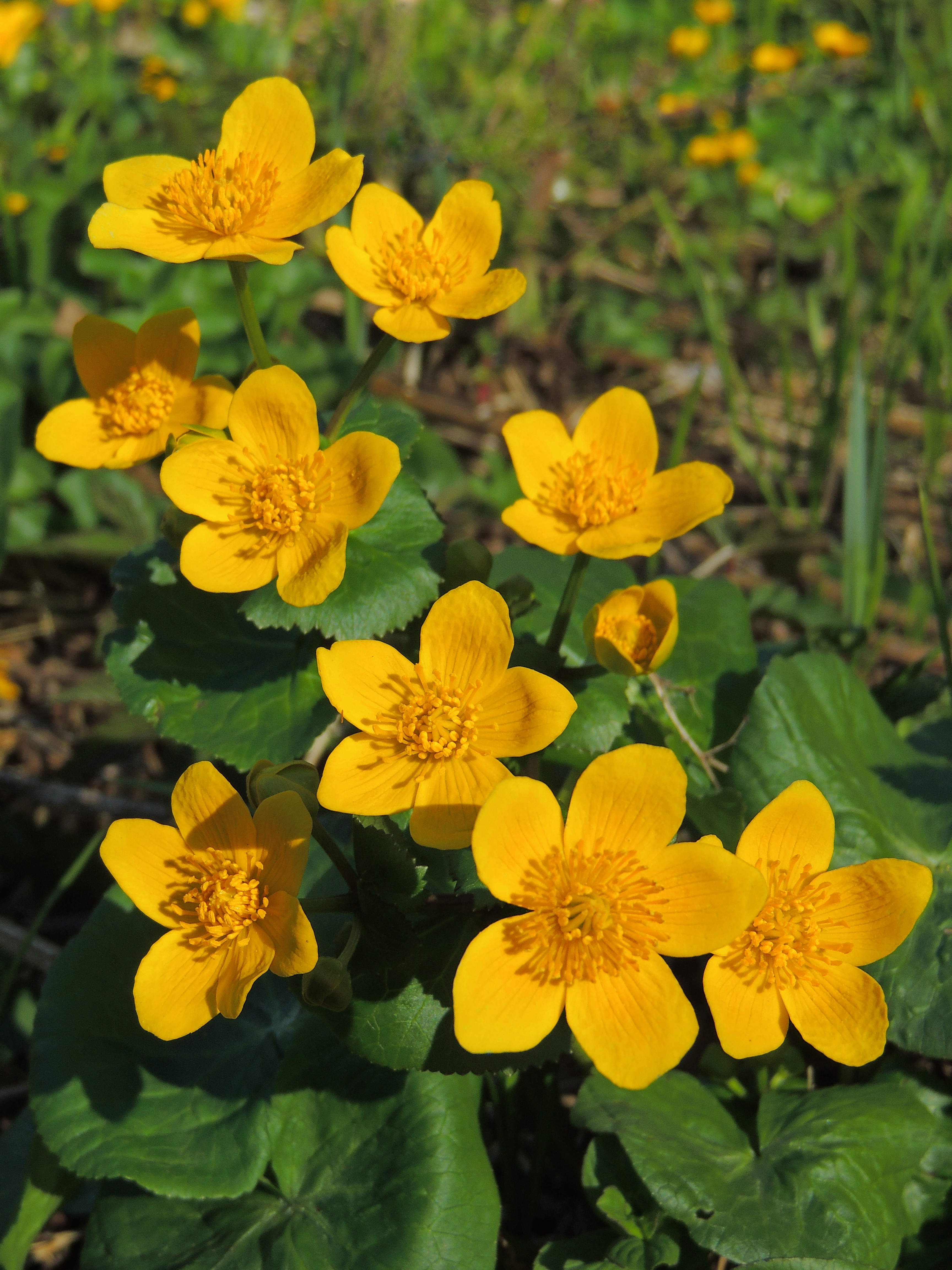
Bulbuci de baltă
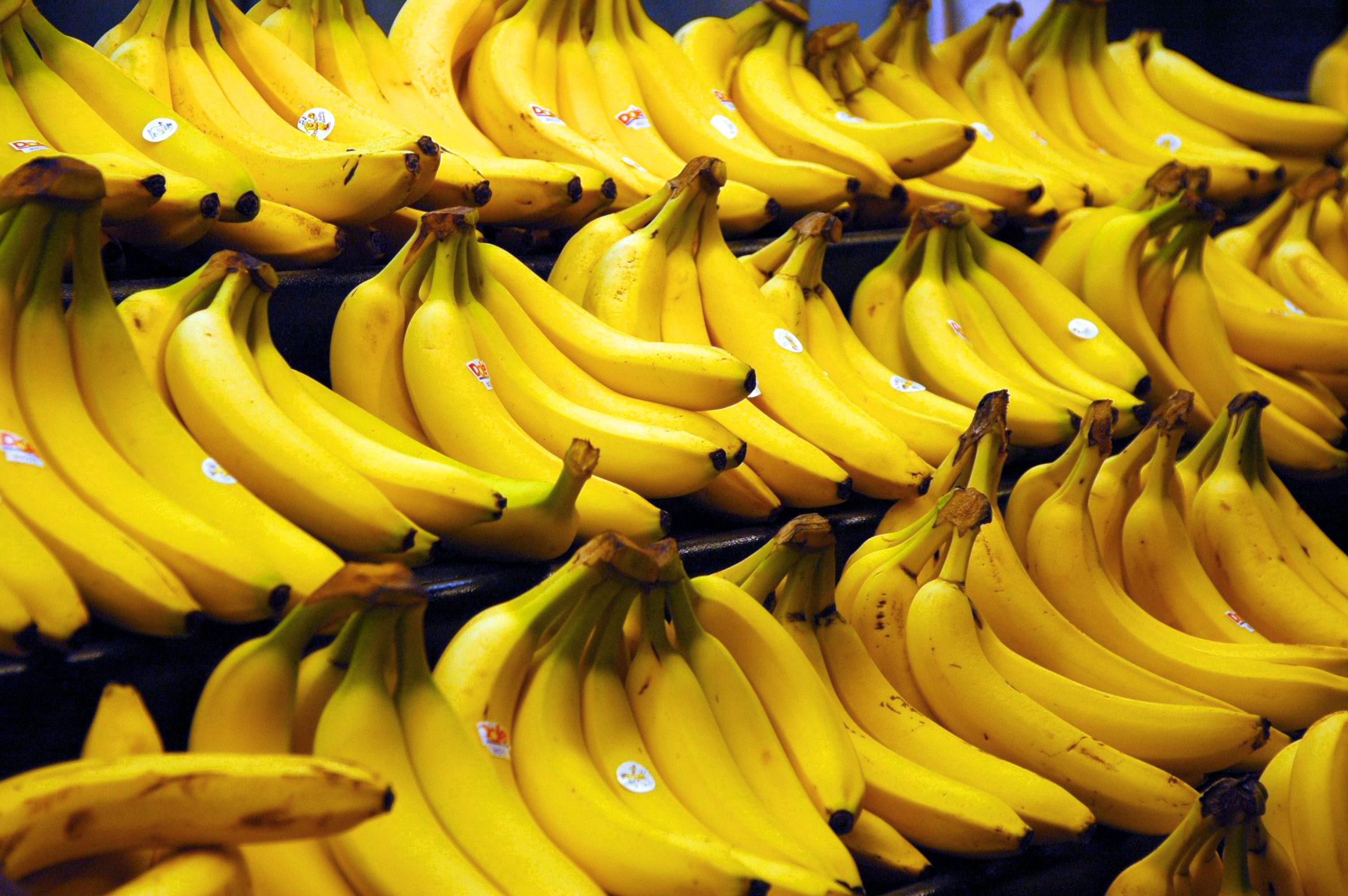
Bananele își obțin culoarea galbenă din pigmenți naturali numiți carotenoizi.
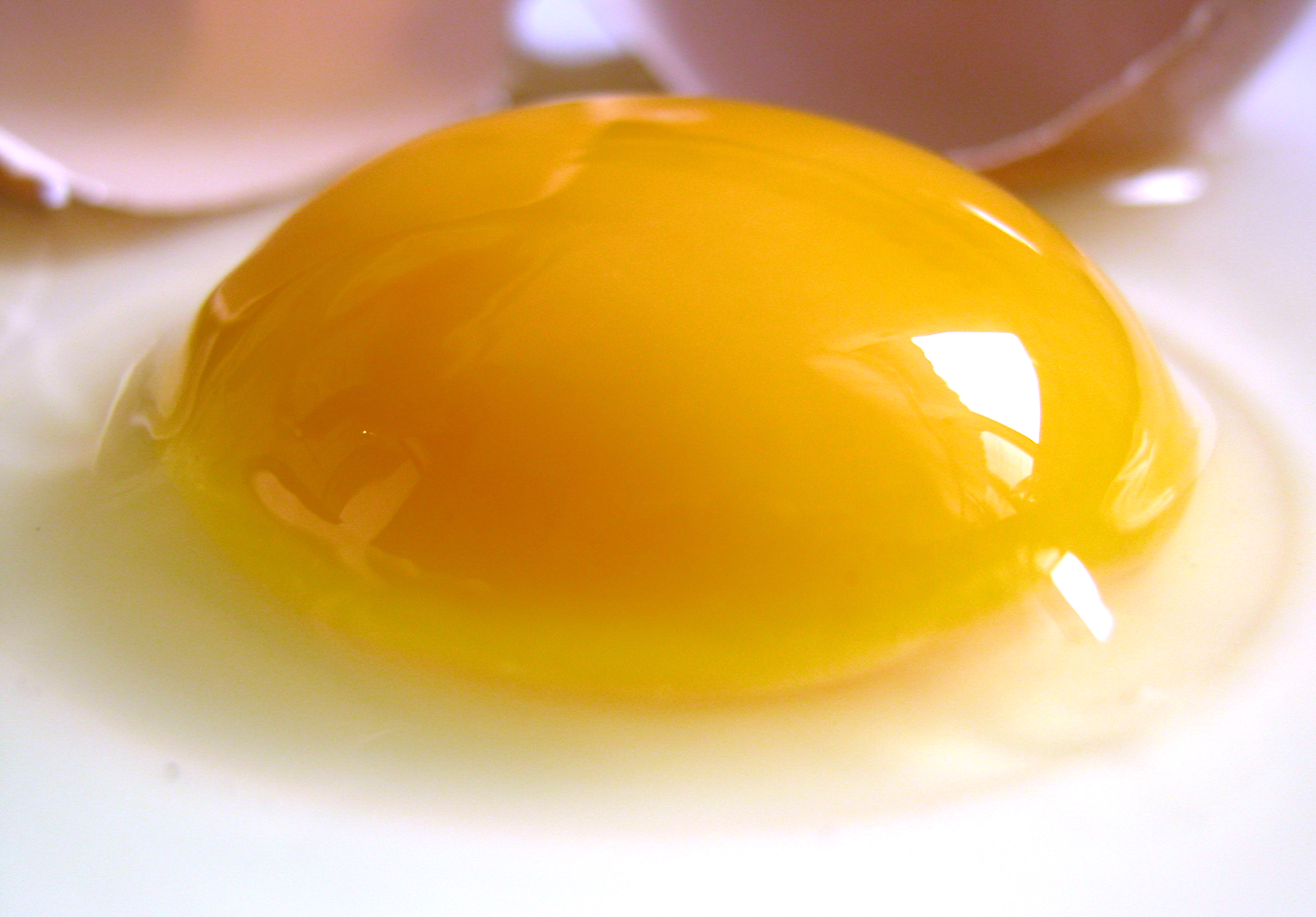
Gălbenușul unui ou crud. Culoarea provine de la carotenoidele xantofile luteină și zeaxantină.
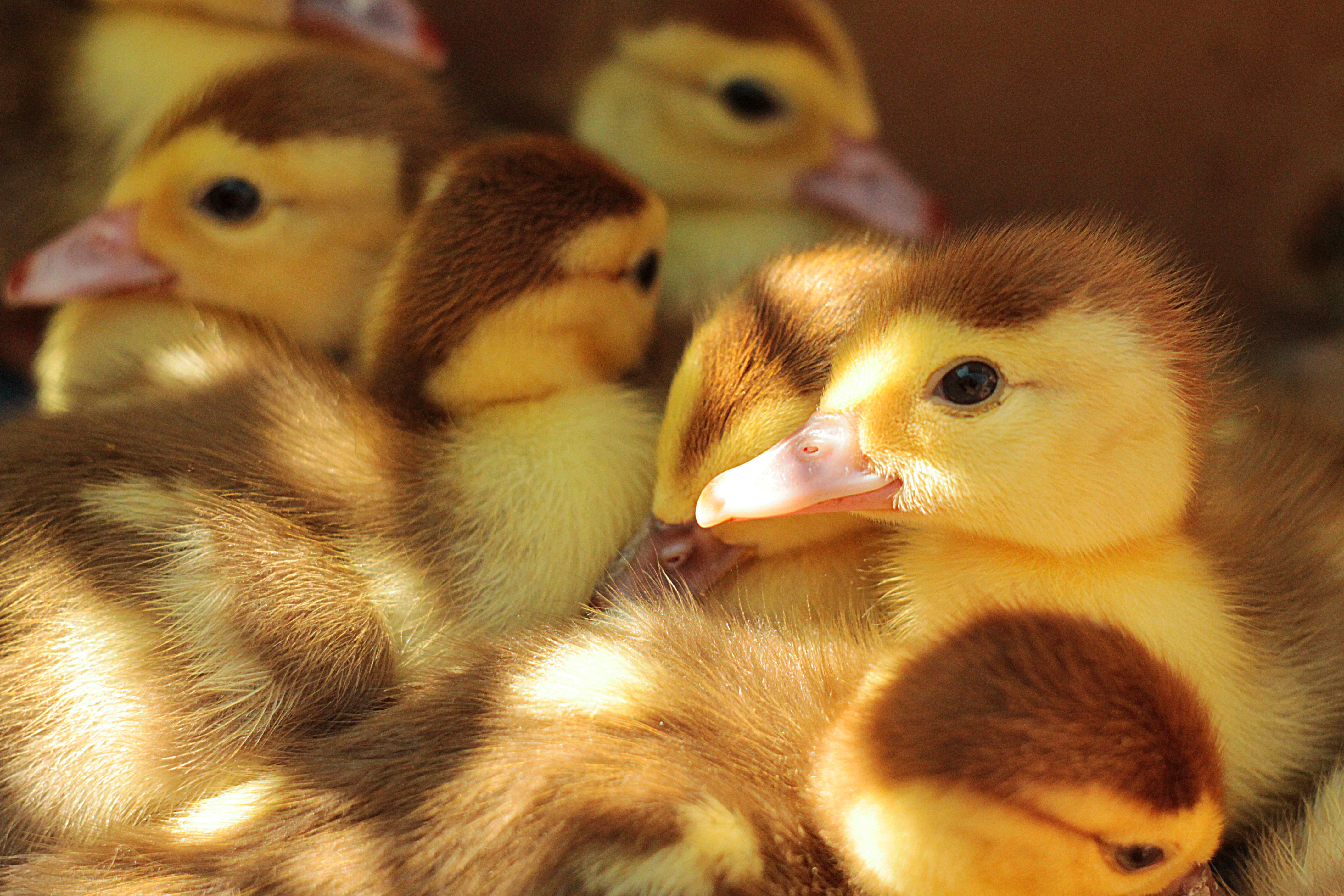
Pui de rață

## Asocieri și semnificații simbolice
În vest, galbenul nu este o culoare iubită; într-un sondaj din 2000, doar 6% dintre respondenții din Europa și America au numit-o culoarea preferată, comparativ cu 45% pentru albastru, 15% pentru verde, 12% pentru roșu și 10% pentru negru. Galbenul este culoarea ambivalenței și a contradicției, este culoarea asociată cu optimismul și distracția dar și cu trădarea, duplicitatea și gelozia. În China și în alte părți ale Asiei, galbenul este o culoare a virtuții și a nobleței.

### În China
Galbenul are asociații istorice și culturale puternice în China, unde este culoarea fericirii, gloriei și înțelepciunii. În China, există cinci direcții ale busolei: nord, sud, est, vest și mijloc, fiecare cu o culoare simbolică. Galbenul semnifică mijlocul. China este numită Regatul Mijlociu; palatul împăratului era considerat centrul exact al lumii.
Legendarul prim împărat al Chinei a fost numit Împăratul Galben. Ultimul împărat al Chinei, Puyi (1906–1967), a descris în memoriile sale că de copil era înconjurat numai de obiecte galbene. „M-a făcut să înțeleg încă de la vârsta mea cea mai fragedă că sunt de o esență unică și mi-a insuflat conștiința 'naturii mele cerești' care m-a făcut diferit de orice alt om”.
Împăratul chinez era literalmente considerat copilul cerului, având atât un rol politic, cât și unul religios, ambele simbolizate de galben. După dinastia Song, culoarea galben-strălucitor nu putea e fi purtată decât de împărat. Oaspeții remarcabili erau onorați cu un covor galben, nu roșu.
În simbolismul chinezesc, galbenul, roșul și verdele sunt culori masculine, în timp ce albul și negru sunt considerate feminine. În simbolistica tradițională a celor două opuse care se completează reciproc, Yin și Yang, yangul masculin este reprezentat în mod tradițional de galben. La fel cum există cinci elemente, cinci direcții și cinci culori în viziunea chineză asupra lumii, există și cinci anotimpuri: vara, iarna, toamna, primăvara și sfârșitul verii, simbolizată prin frunze galbene.

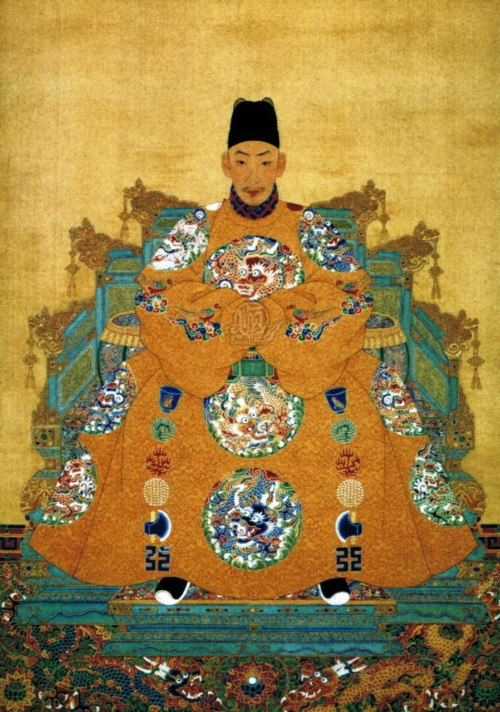
Portret al împăratului Zhengde, al dinastiei Ming.
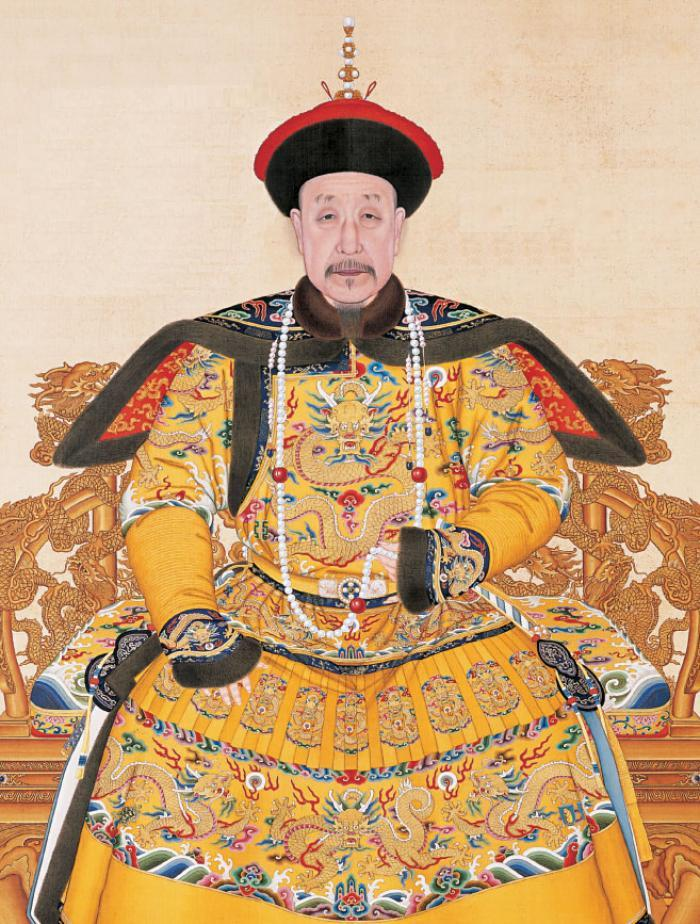
Împăratul Qianlong, al dinastiei Manciu, poartă îmbrăcăminte chineză manciuriană, în sec. al XVIII-lea
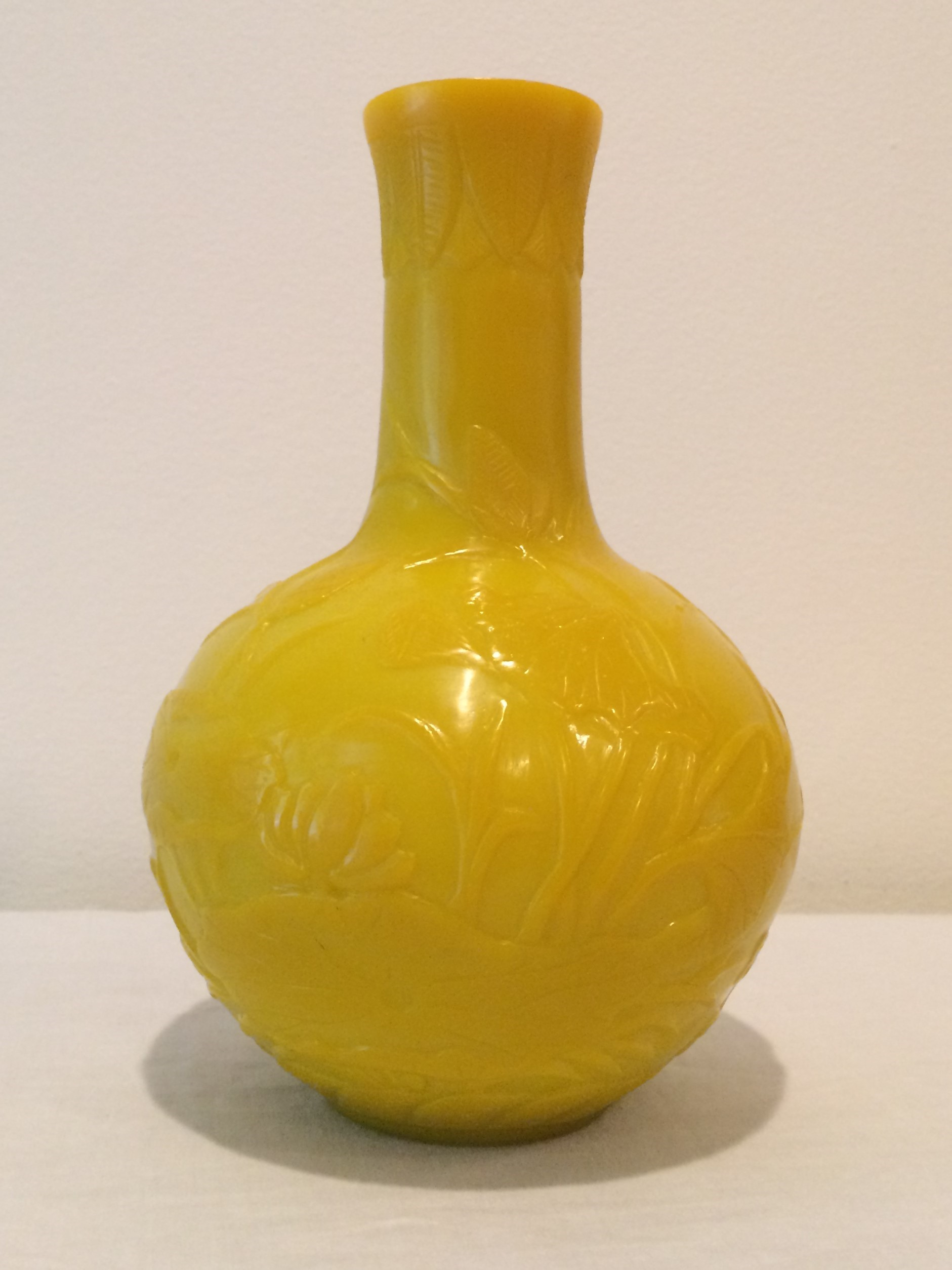
Vază de sticlă Peking. Culoarea este numită „Galben imperial”, după steagul dinastiei Qing.
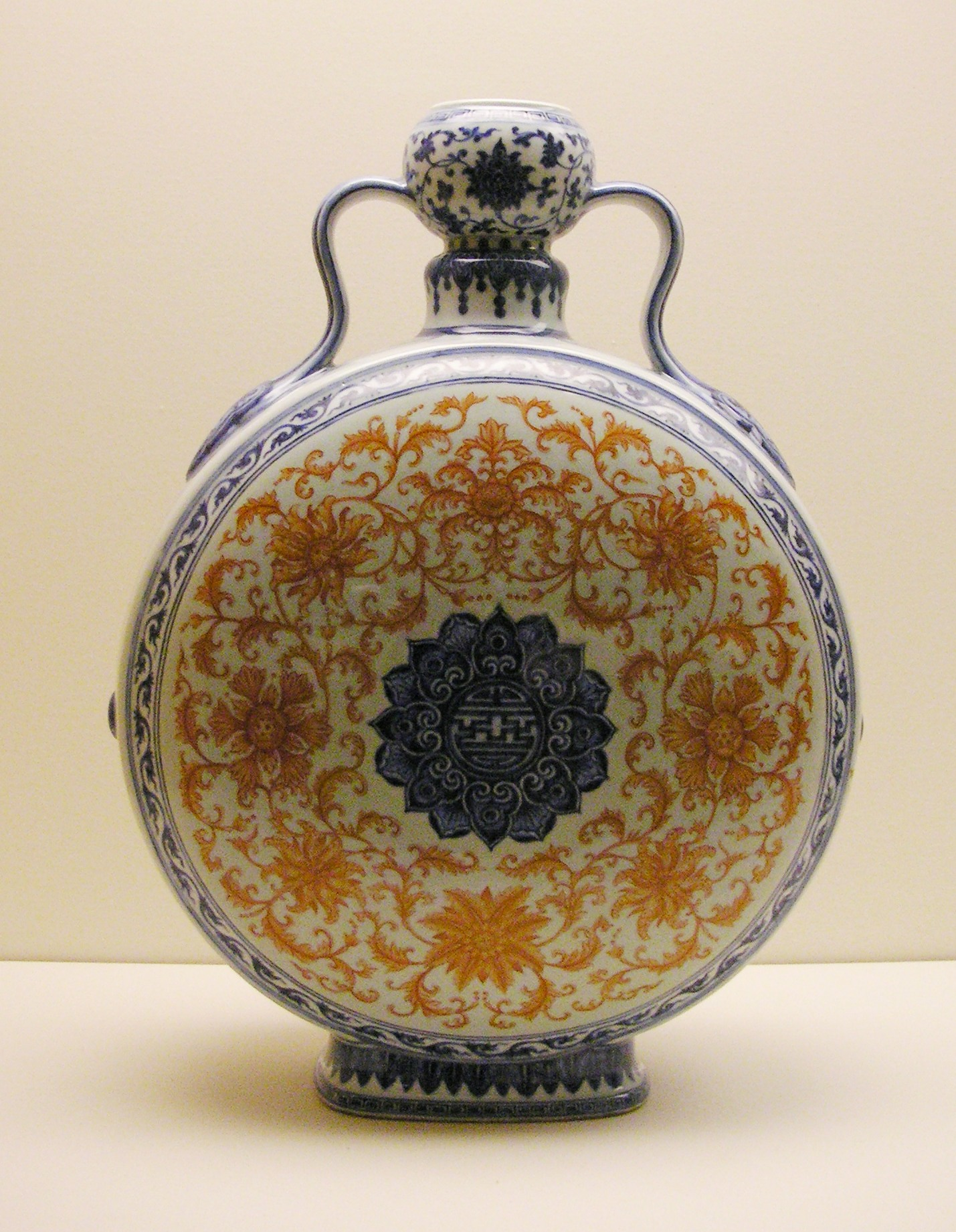
Porțelan galben chinezesc
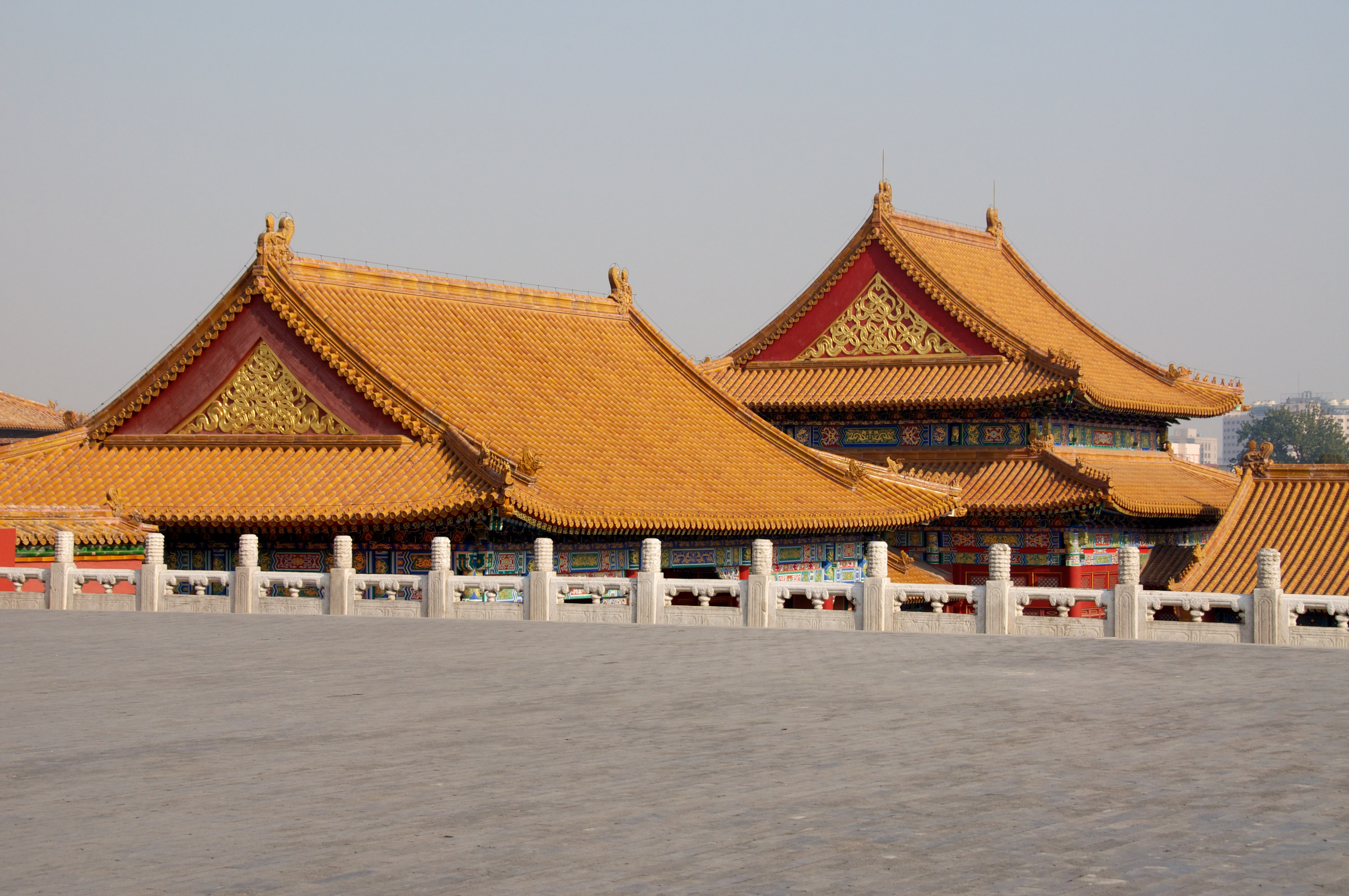
Acoperișuri galbene din Orașul Interzis, care erau limitate la clădirile imperiale.

### Lumină și rațiune
Galbenul, culoare a luminii solare atunci când Soarele este aproape de orizont, este frecvent asociat cu căldura. Galbenul combinat cu roșu simbolizează căldură și energie. O cameră vopsită în galben se simte mai caldă decât o cameră vopsită în alb, iar o lampă cu lumină galbenă pare mai naturală decât o lampă cu lumină albă.
Fiind culoarea luminii, galbenul este asociat cu cunoștințele și înțelepciunea. În multe limbi, „strălucitor” și „sclipitor” înseamnă inteligent. În Islam, culoarea galbenă a aurului simbolizează înțelepciunea. În simbolistica europeană medievală, roșul simboliza pasiunea, albastrul simboliza  spiritualul, iar galbenul simboliza rațiunea. În multe universități europene, robele și șepcile galbene sunt purtate de membrii facultății de științe fizice și naturale, întrucât galbenul este culoarea rațiunii și a cercetării.

### Aur și blond
În Grecia și Roma antică, zeii erau adesea înfățișați cu păr galben sau blond, care era descris în literatură drept „auriu”. Culoarea galbenă a fost asociată cu zeii solari Helios și Apollo. În Grecia antică era la modă ca bărbații și femeile să-și vopsească părul galben sau să petreacă timp la soare pentru a-l deschide. În Roma antică, prostituatelor li s-a cerut să-și decoloreze părul, pentru a fi ușor de identificat, dar a devenit, de asemenea, o culoare la modă a femeilor aristocratice, modă influențată de părul blond exotic al multor sclavi nou cuceriți din Galia, Marea Britanie și Germania.
Cu toate acestea, în Europa medievală și mai târziu, cuvântul galben avea adesea conotații negative, fiind asociată cu trădarea.

### Vizibilitate și precauție
Galbenul este o culoare vizibilă de la distanță, de aceea este adesea folosit pentru obiecte care trebuie văzute, precum echipamentele de întreținere a drumurilor, autobuzele școlare și taxiurile. De asemenea, este adesea utilizat pentru semne de avertizare, deoarece galbenul semnalează în mod tradițional prudență, mai degrabă decât pericol. O lumină galbenă pe un semn rutier înseamnă încetinirea, dar nu oprirea. Un cartonaș galben de penalizare în sport înseamnă avertizare, dar nu eliminare. Un semafor galben înseamnă că este interzis să începi mișcarea într-o intersecție, dar poți continua o mișcare deja începută.

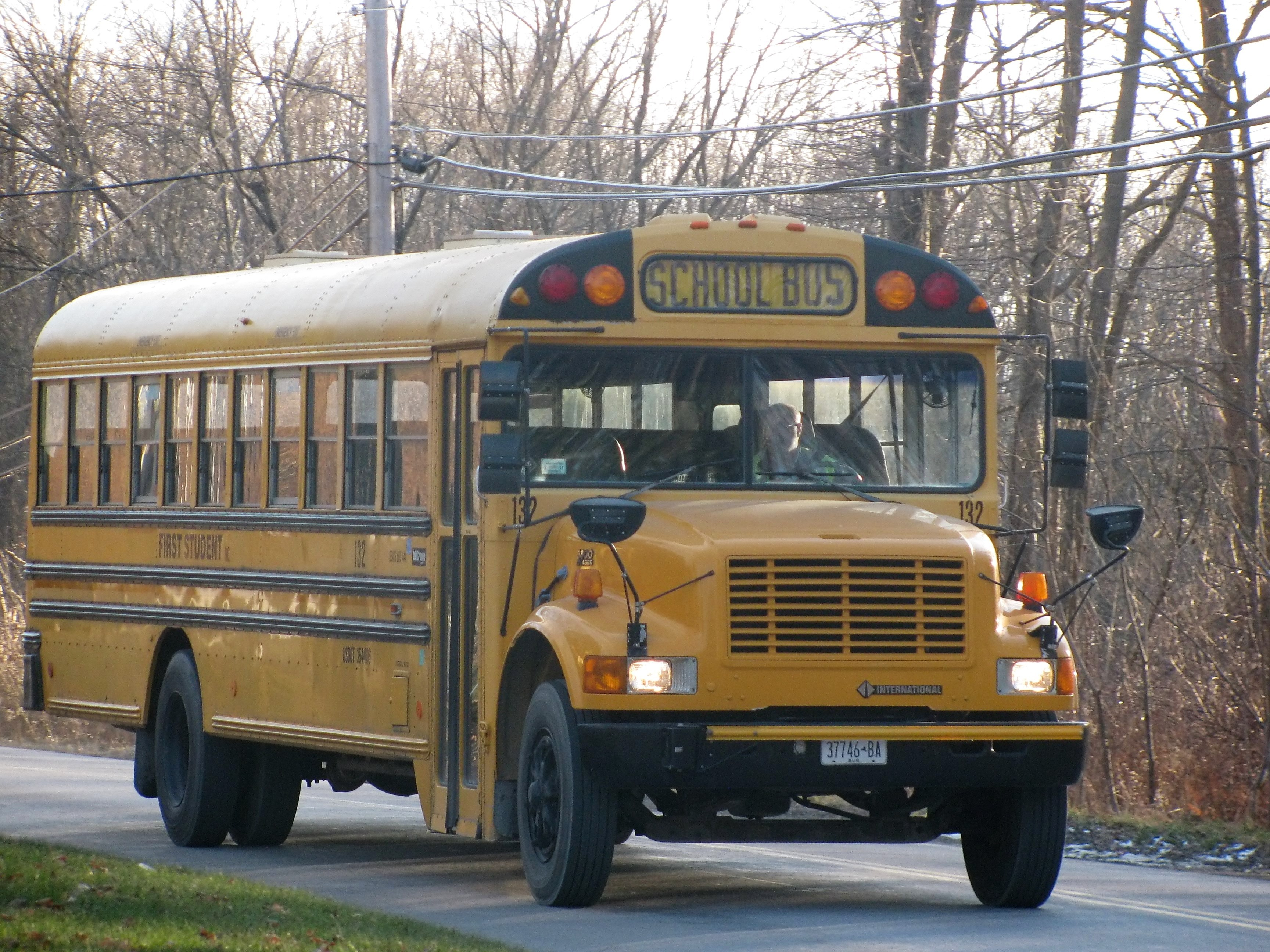
Autobuz școlar
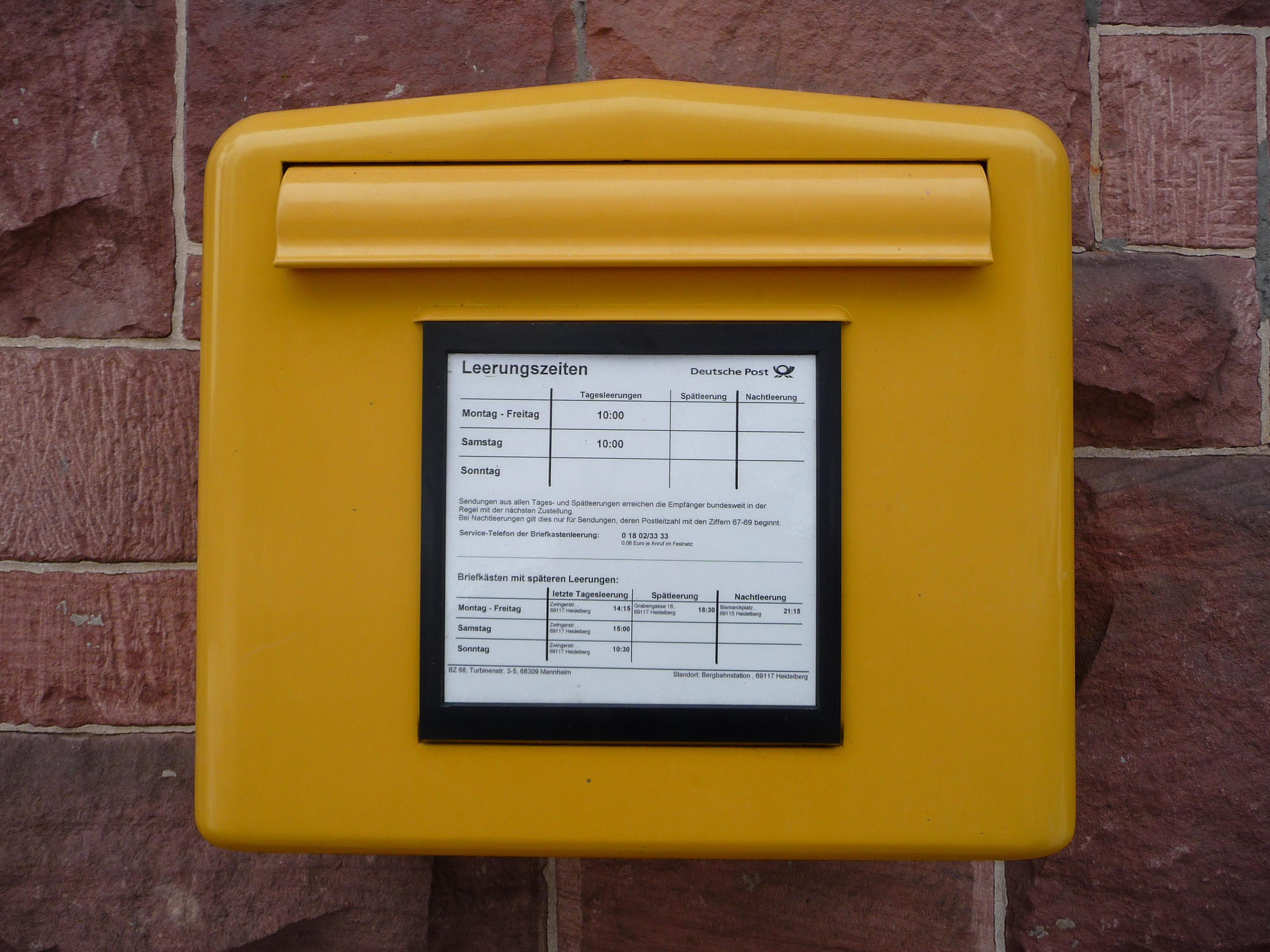
Cutie poștală în Germania. Galbenul era culoarea serviciului poștal timpuriu din Imperiul habsburgic.
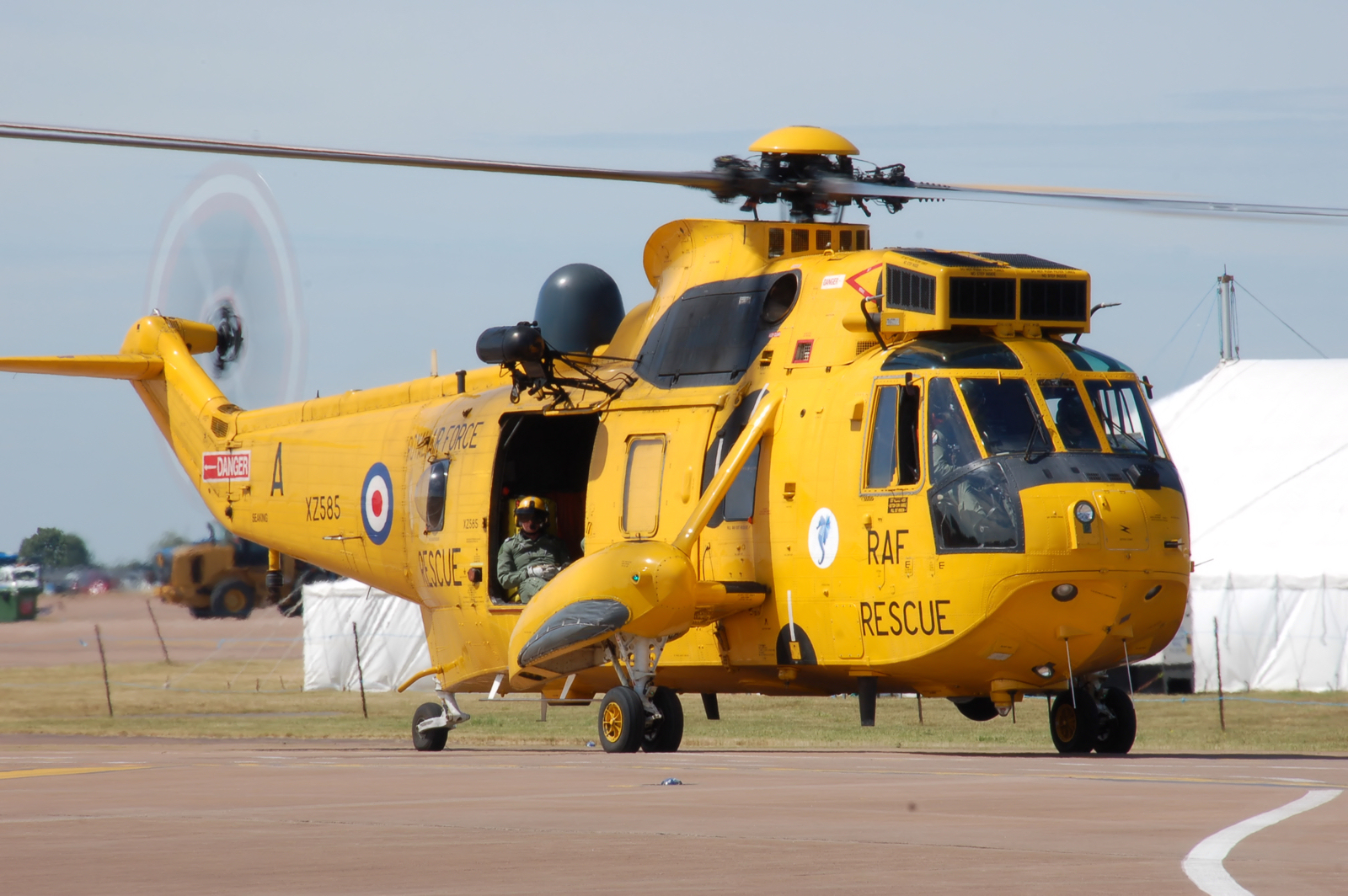
Elicopter de salvare
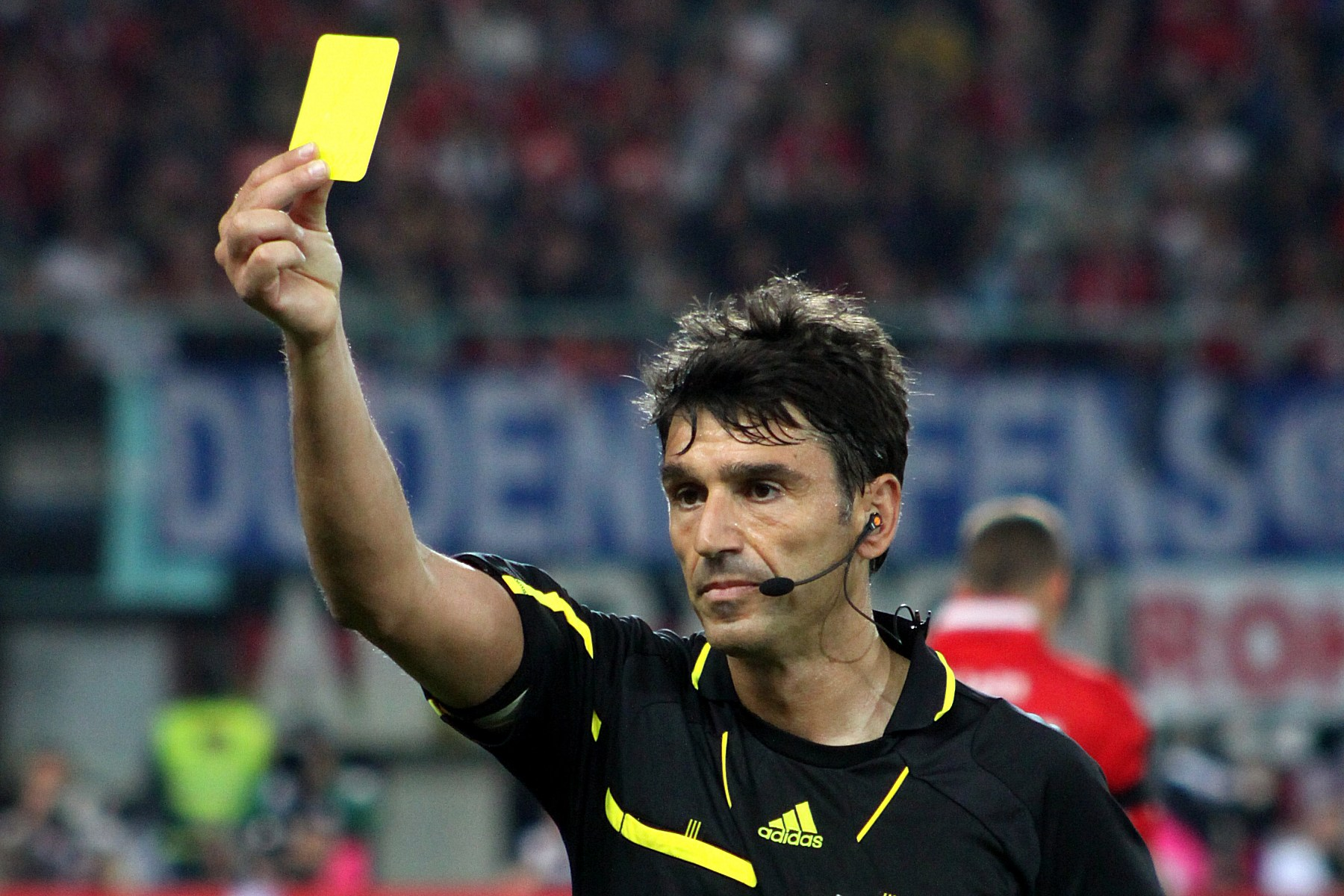
Cartonaș galben de avertizare

### Optimism și plăcere
Galbenul este culoarea cea mai asociată cu optimismul și plăcerea; este o culoare concepută pentru a atrage atenția și este folosită pentru distracții. Rochiile galbene la modă sunt rare, dar întotdeauna sunt asociate cu veselia și sărbătoarea.

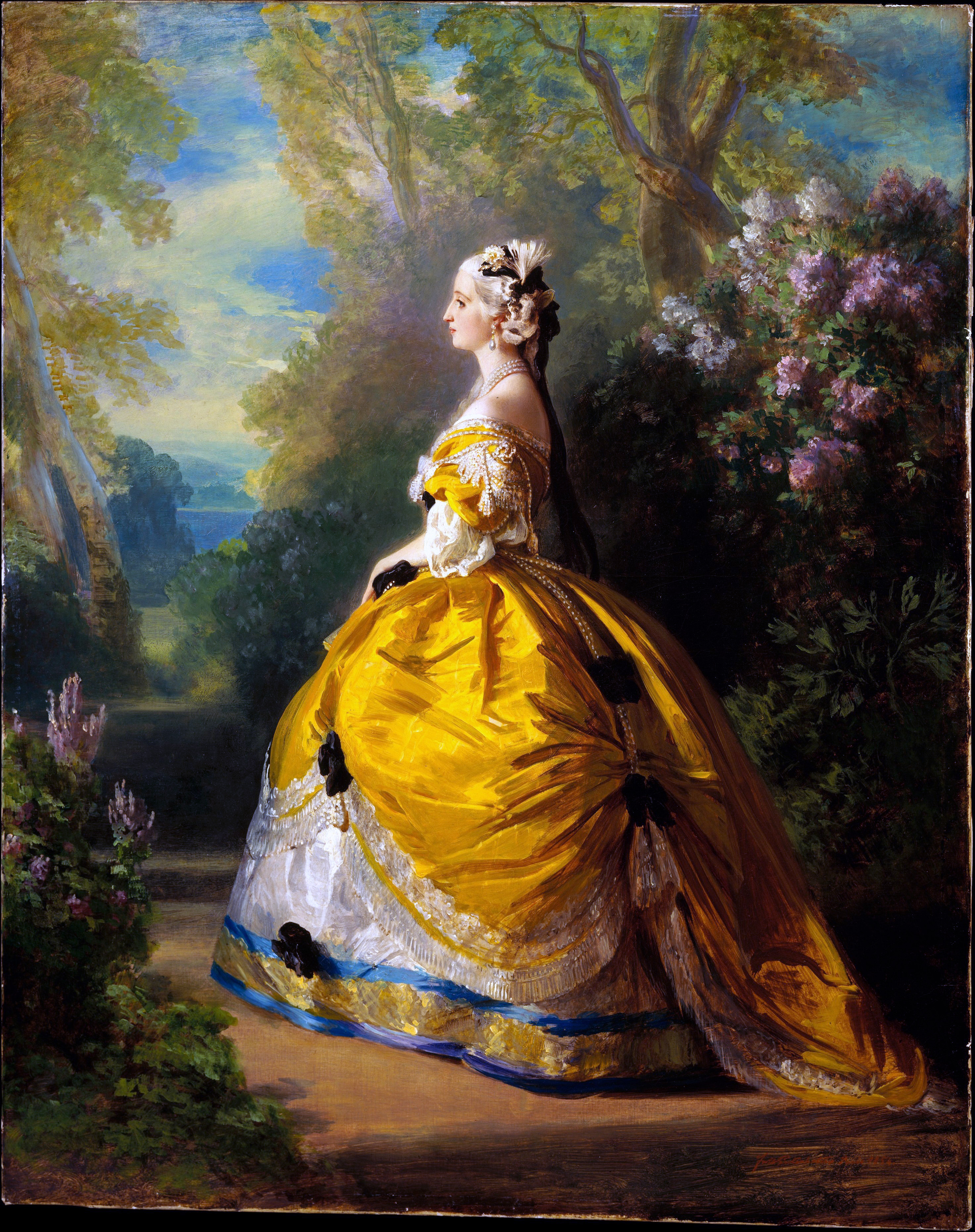
Împărăteasa Eugenie a Franței, îmbrăcată ca Maria Antoaneta. Pictură de Franz Winterhalter (1854)
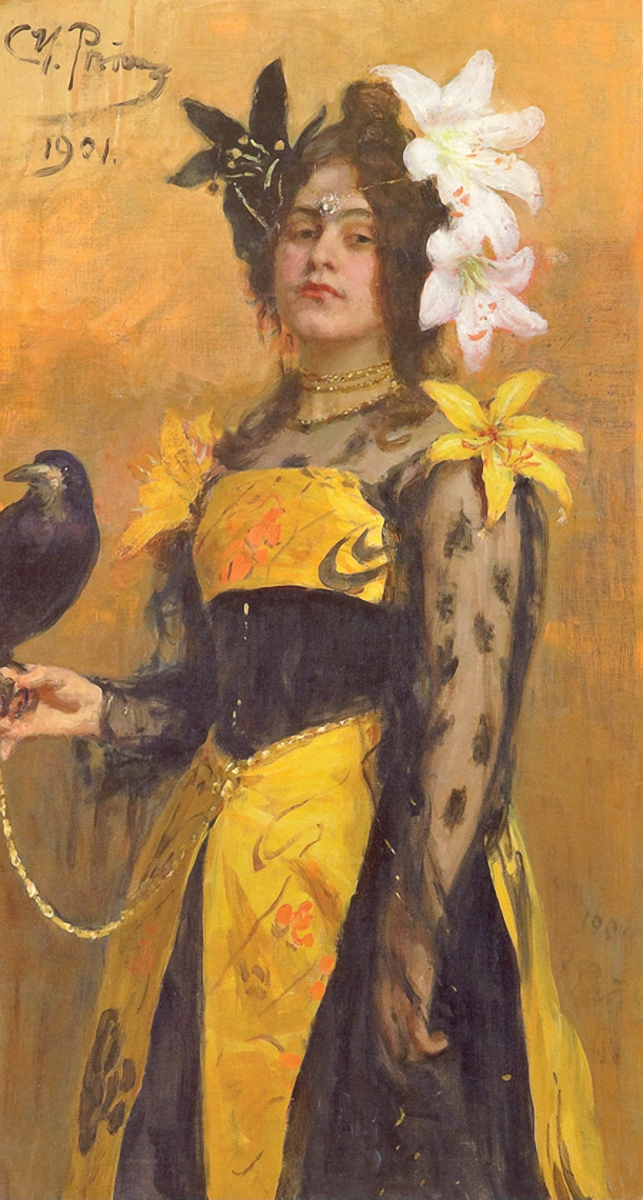
Portret al Doamnei Kuznețova, de Ilya Repin (1901)
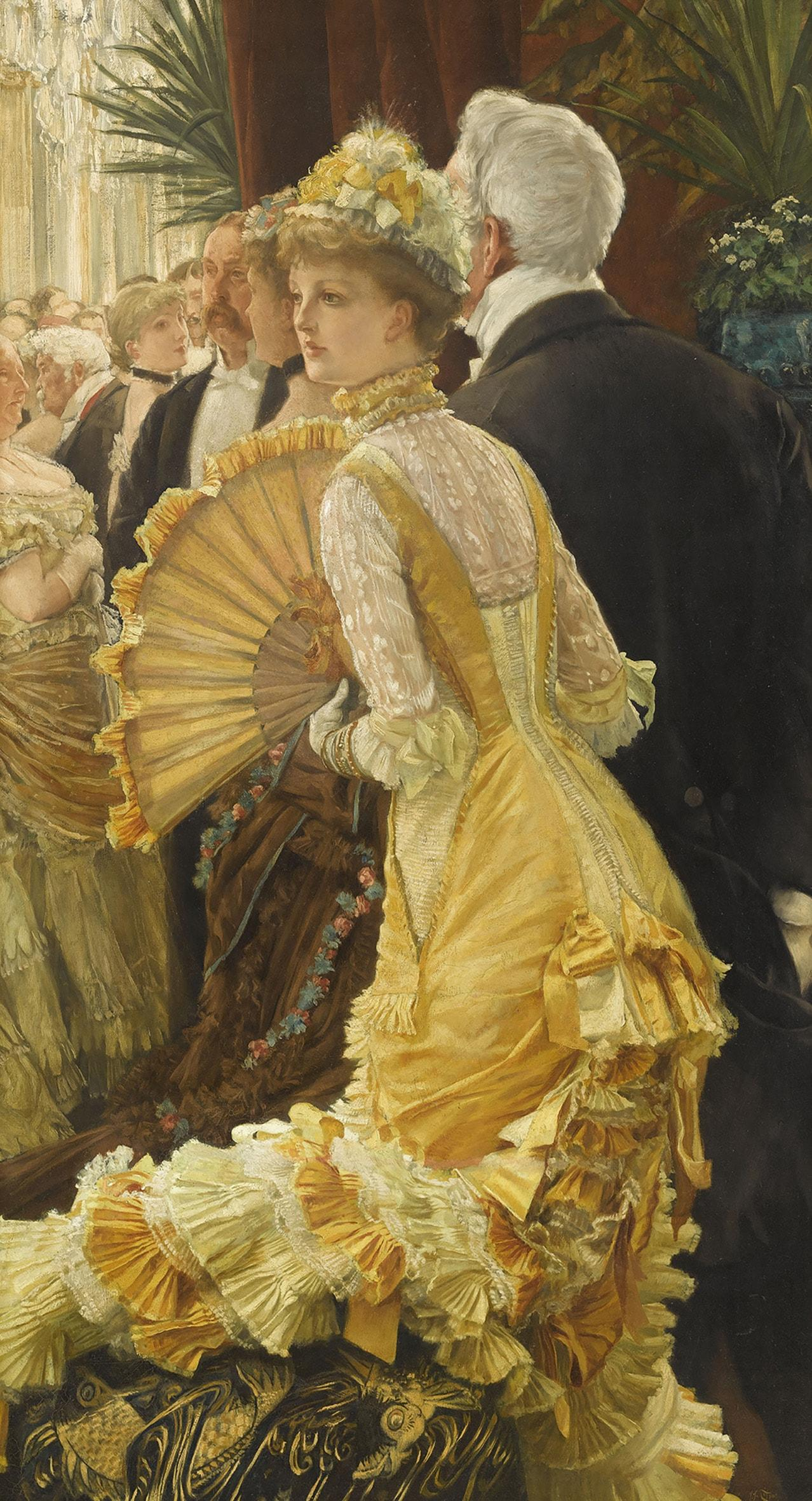
Balul, de James Tissot (1880)
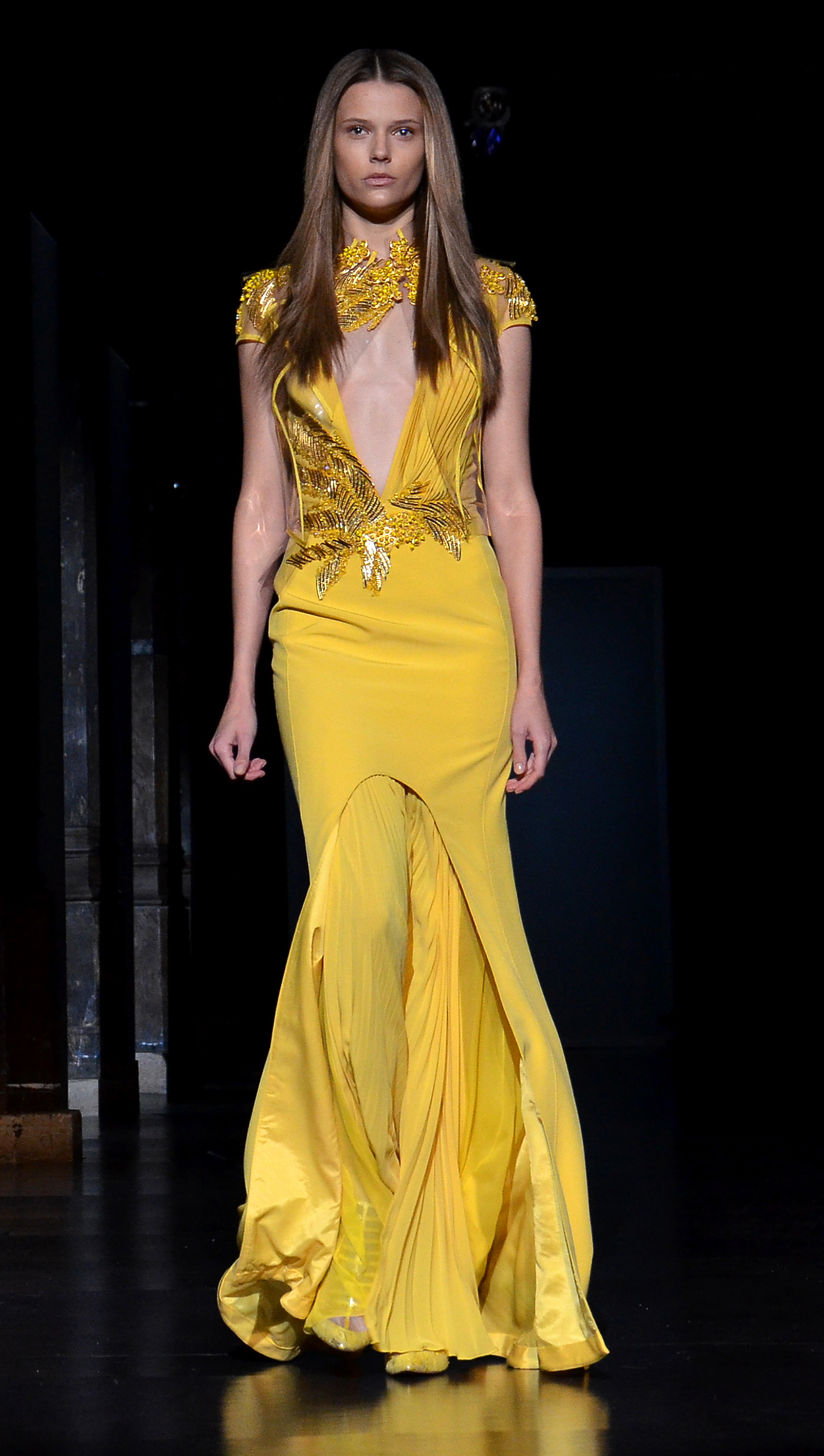
Rochie galbenă – "Paris Haute Couture", pentru primăvară-vară
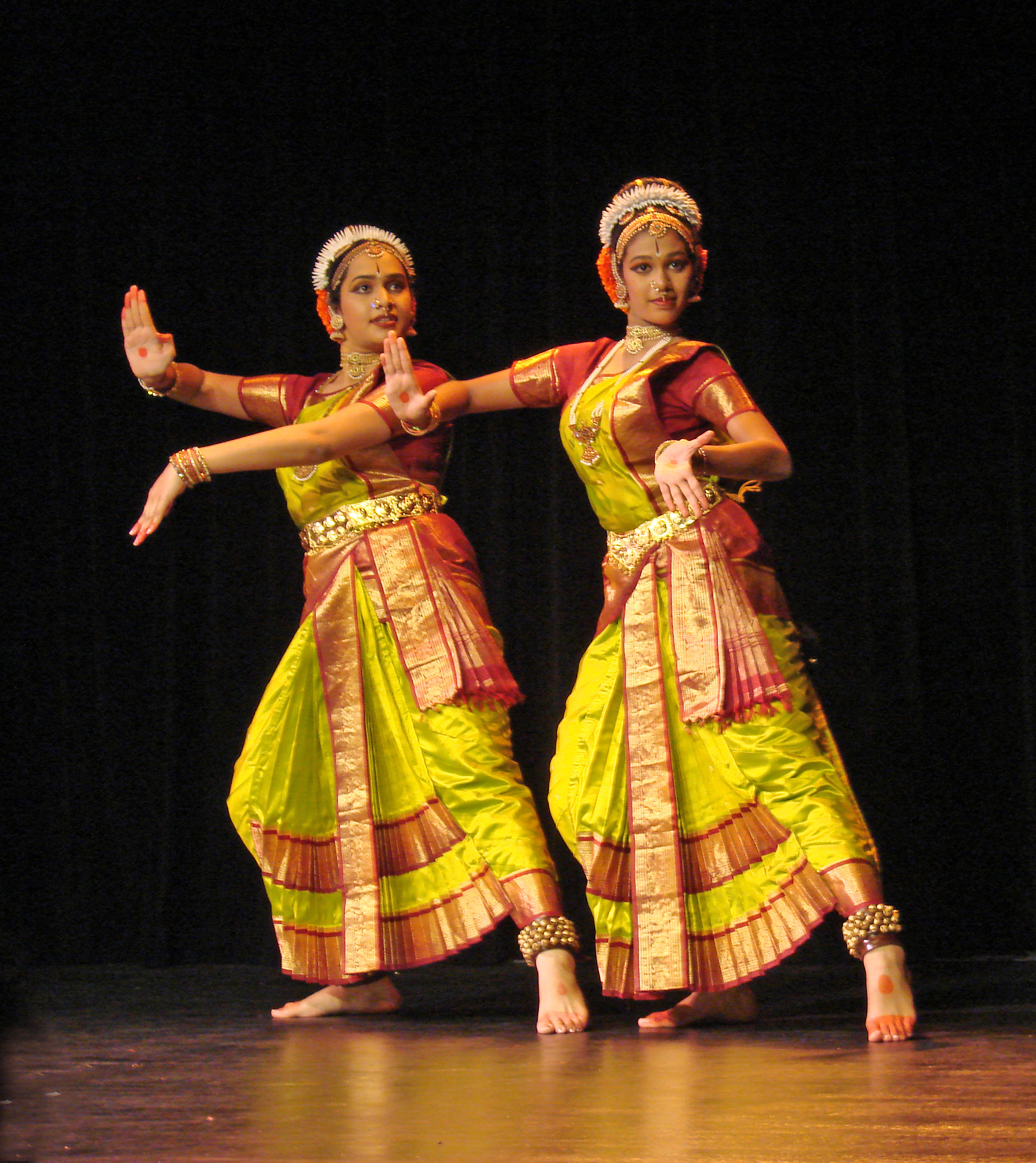
Dansatoare Kuchipudi
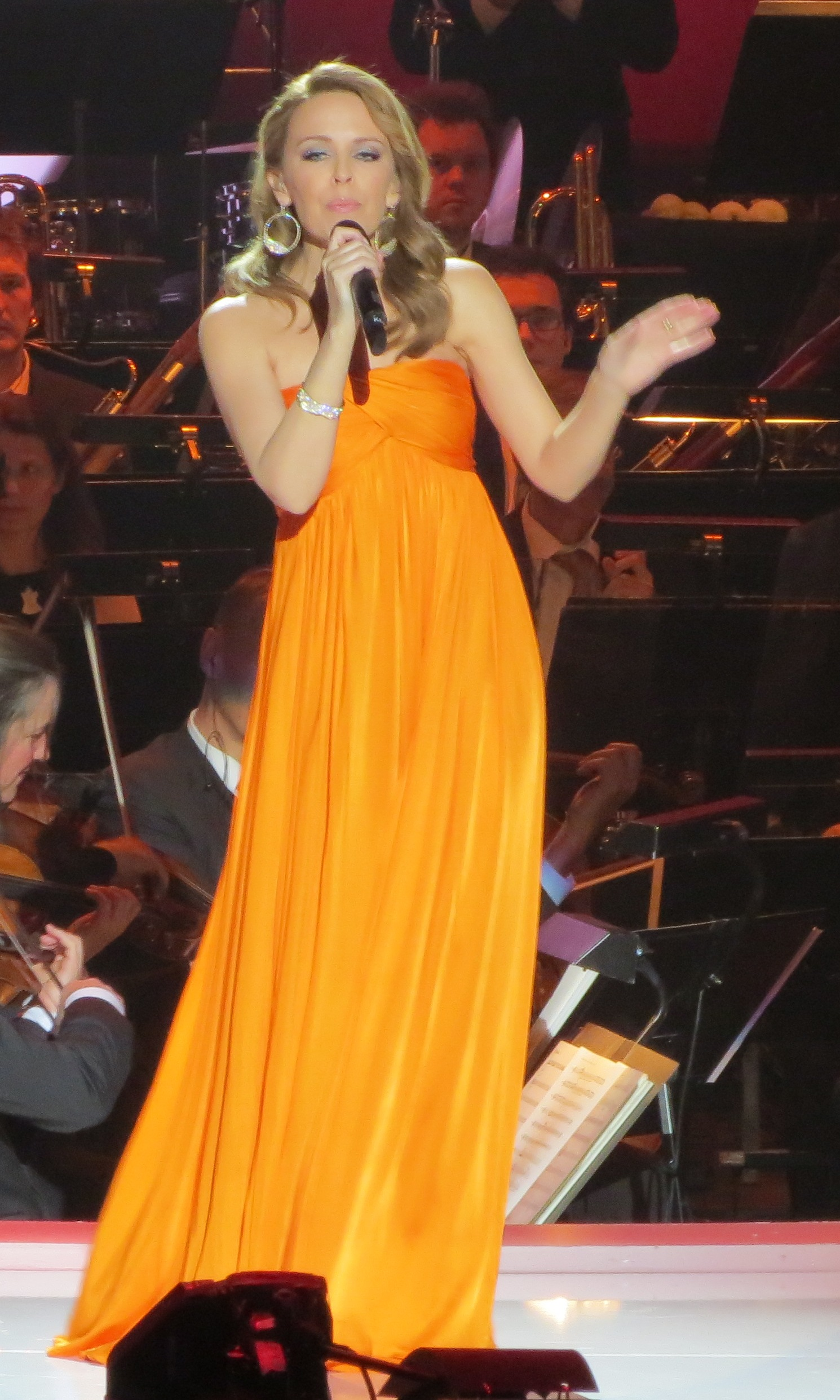
Cântăreața Kylie Minogue cântă la un concert de decernare a Premiilor Nobel

## Expresii
- În limba română există câteva sintame sau expresii legate de galben: „galben ca ceara / lămâia” (palid, bolnav), „galben de invidie” (foarte invidios), „galben de spaimă” (înfricoșat), „a lua gălbenușul” (a însuși cea mai mare parte dintr-un câștig prin înșelăciune)
- „Cod galben”, un grad inferior de clasificare a condițiilor meteo sau intemperiilor.
- „Centura galbenă” este în general al doilea grad pentru un  practicant de arte marțiale.
- „Pagini galbene” se referă în diverse țări la cartea cu numere de telefon, aranjate alfabetic după tipul de afacere sau serviciu oferit.
- „Jurnalismul galben” este un termen peiorativ pentru jurnalismul care tratează știrile în mod neprofesionist.

## Altele

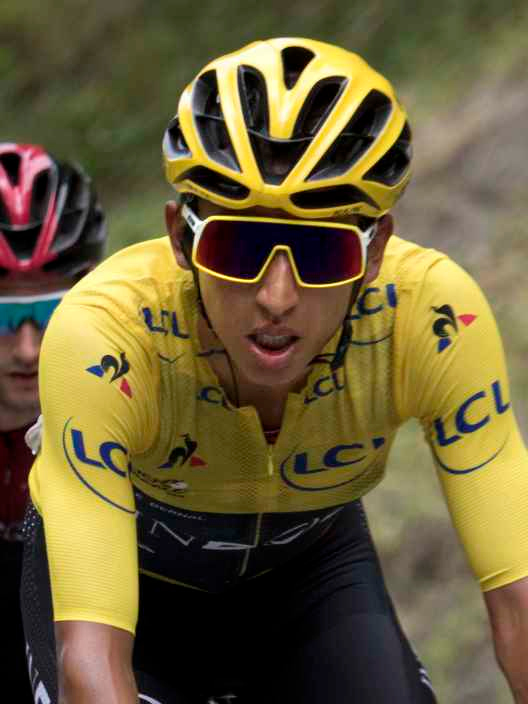
Tricoul galben – sau maillot jaune – este acordat liderului în clasamentul general în Turul Franței

- Teama de culoarea galben se numește xantofobie.
- În cursele de ciclism, tricoul galben – sau maillot jaune – este purtat de liderul clasamentului general. Clasamentul se întocmește prin însumarea timpilor obținuți de fiecare ciclist în fiecare etapă. Ciclistul cu cel mai mic timp astfel totalizat, primește la sfârșitul fiecărei etape un tricou galben și dreptul de a porni primul în etapa următoare, îmbrăcat în respectivul tricou.[25] Tradiția a fost începută în Turul Franței, unde ziarul L'Auto (mai târziu L'Équipe) care era sponsor a fost tipărit pe o hârtie de ziar galben distinctiv.
- Centura galbenă în arte marțiale este purtată de un începător care a învățat să practice mișcările de bază.
- Rasa galbenă se numește rasa mongoloidă.
- Pericolul galben evocă în Europa la sfârșitul secolului al XIX-lea teama de popoarele din Asia de Est.[26]
- Marea Galbenă este numită așa de la particulele de nisip care îi colorează apele și care provin din Fluviul Galben.
- În unele țări, taxiurile sunt galbene. Această practică a început la Chicago, unde antreprenorul de taxi John D. Hertz și-a pictat în galben taxiurile pe baza unui studiu al Universității din Chicago, care susținea că galbenul este culoarea cea mai ușor de văzut de la distanță.[27]
- În Codul internațional al semnalelor maritime, steagul galben reprezintă litera „Q”.[28] Înseamnă, de asemenea, că o navă afirmă că nu trebuie să fie pusă în carantină.[28]
- În semnificația codurilor de culori hidro și meteo, codul galben înseamnă depășirea cotelor de atenție sau risc de creșteri de debite și niveluri.[29]
- La recipientele de sortare a deșeurilor, culoarea galben indică ambalaje din plastic și metal.
- Smile face,  cerc galben cu două puncte negre reprezentând ochi și un arc negru reprezentând gura,  este o ideogramă de bază care reprezintă o față zâmbitoare și care a devenit parte a culturii populare la nivel mondial.